# 世界游泳錦標賽游泳賽事男子得獎者列表
這是1973年至2025年世界游泳錦標賽男子游泳獎牌得主完整列表。

## 獎牌得主

### 50公尺自由式
| 年            | 金牌                           | 银牌                          | 铜牌                          |
| 1986 馬德里   | 汤姆·耶格（美国）              | Dano Halsall（瑞士）          | 馬特·尼古拉斯·比昂迪（美国）  |
| 1991 伯斯     | 汤姆·耶格（美国）              | 馬特·尼古拉斯·比昂迪（美国）  | Gennadiy Prigoda（苏联）      |
| 1994 羅馬     | 亞歷山大·波波夫（俄罗斯）      | 小加里·霍爾（美国）           | Raimundas Mažuolis（立陶宛）  |
| 1998 伯斯     | Bill Pilczuk（美国）           | 亞歷山大·波波夫（俄罗斯）     | Ricardo Busquets（波多黎各）  |
| 1998 伯斯     | Bill Pilczuk（美国）           | 亞歷山大·波波夫（俄罗斯）     | 迈克尔·克利姆（澳大利亚）     |
| 2001 福岡     | 安東尼·歐文（美国）            | 彼得·范登·霍根班德（荷兰）    | 罗兰·斯库曼（南非）           |
| 2001 福岡     | 安東尼·歐文（美国）            | 彼得·范登·霍根班德（荷兰）    | 山野井智广（日本）            |
| 2003 巴塞隆納 | 亞歷山大·波波夫（俄罗斯）      | 马克·福斯特（英国）           | 彼得·范登·霍根班德（荷兰）    |
| 2005 蒙特婁   | 罗兰·斯库曼（南非）            | 杜耶·德拉加尼亚（克罗地亚）   | Bartosz Kizierowski（波兰）   |
| 2007 墨爾本   | 班傑明·懷爾德曼-托布里（美国） | 卡倫·瓊斯（美国）             | Stefan Nystrand（瑞典）       |
| 2009 羅馬     | 塞薩爾·西埃洛（巴西）          | 弗雷德里克·布斯凱（法國）     | 阿莫里·勒沃（法國）           |
| 2011 上海     | 塞薩爾·西埃洛（巴西）          | 盧卡·多托（義大利）           | 阿蘭·貝爾納（法國）           |
| 2013 巴塞隆納 | 塞薩爾·西埃洛（巴西）          | 弗拉基米爾·莫洛佐夫（俄罗斯） | 喬治·博弗爾（千里達及托巴哥） |
| 2015 喀山     | 弗洛朗·馬納杜（法國）          | 倪家駿（美国）                | 布魯諾·富拉圖斯（巴西）       |
| 2017 布達佩斯 | 凱勒布·德萊賽爾（美国）        | 布魯諾·富拉圖斯（巴西）       | 班·普羅德（英国）             |
| 2019 光州     | 凱勒布·德萊賽爾（美国）        | 布魯諾·富拉圖斯（巴西）       | 未頒發                        |
| 2019 光州     | 凱勒布·德萊賽爾（美国）        | 克里斯蒂安·戈洛梅耶夫（希腊） | 未頒發                        |
| 2022 布達佩斯 | 班·普羅德（英国）              | 迈克尔·安德鲁（美国）         | 马克西姆·格鲁塞（法國）       |
| 2023 福冈     | 卡梅伦·麦克沃伊（澳大利亚）    | 杰克·亚历克西（美国）         | 班·普羅德（英国）             |
| 2024 多哈     | 弗拉季斯拉夫·布霍夫（乌克兰）  | 卡梅伦·麦克沃伊（澳大利亚）   | 班·普羅德（英国）             |
| 2025 新加坡   | 卡梅伦·麦克沃伊（澳大利亚）    | 班·普羅德（英国）             | 杰克·亚历克西（美国）         |

### 100公尺自由式
| 年            | 金牌                         | 银牌                        | 铜牌                              |
| 1973 貝爾格勒 | 吉姆·蒙哥马利（美国）        | Michel Rousseau（法國）     | 迈克尔·温登（澳大利亚）           |
| 1975 卡利     | Andy Coan（美国）            | Vladimir Bure（苏联）       | 吉姆·蒙哥马利（美国）             |
| 1978 柏林     | David McCagg（美国）         | 吉姆·蒙哥马利（美国）       | 克劳斯·施泰因巴赫（西德）         |
| 1982 瓜亞基爾 | 约尔格·沃伊特（东德）        | 罗迪·盖恩斯（美国）         | 佩尔·约翰松（瑞典）               |
| 1986 馬德里   | 馬特·尼古拉斯·比昂迪（美国） | 斯特凡·卡龙（法國）         | 汤姆·耶格（美国）                 |
| 1991 伯斯     | 馬特·尼古拉斯·比昂迪（美国） | 汤米·维尔纳（瑞典）         | 乔治·兰贝蒂（義大利）             |
| 1994 羅馬     | 亞歷山大·波波夫（俄罗斯）    | 小加里·霍爾（美国）         | Gustavo Borges（巴西）            |
| 1998 伯斯     | 亞歷山大·波波夫（俄罗斯）    | 迈克尔·克利姆（澳大利亚）   | 拉尔斯·弗勒兰德（瑞典）           |
| 2001 福岡     | 安東尼·歐文（美国）          | 彼得·范登·霍根班德（荷兰）  | 拉尔斯·弗勒兰德（瑞典）           |
| 2003 巴塞隆納 | 亞歷山大·波波夫（俄罗斯）    | 彼得·范登·霍根班德（荷兰）  | 伊恩·索普（澳大利亚）             |
| 2005 蒙特婁   | 菲利波·马尼尼（義大利）      | 罗兰·斯库曼（南非）         | 里克·内特林（南非）               |
| 2007 墨爾本   | 菲利波·马尼尼（義大利）      | none awarded                | 埃蒙·沙利文（澳大利亚）           |
| 2007 墨爾本   | 布倫特·海登（加拿大）        | none awarded                | 埃蒙·沙利文（澳大利亚）           |
| 2009 羅馬     | 塞薩爾·西埃洛（巴西）        | 阿蘭·貝爾納（法國）         | 弗雷德里克·布斯凱（法國）         |
| 2011 上海     | 詹姆斯·馬格努森（澳大利亚）  | 布倫特·海登（加拿大）       | 威廉·梅纳尔（法國）               |
| 2013 巴塞隆納 | 詹姆斯·馬格努森（澳大利亚）  | 吉米·費根（美国）           | 倪家駿（美国）                    |
| 2015 喀山     | 寧澤濤（中国）               | 卡梅倫·麥克沃伊（澳大利亚） | 費德里柯·格拉畢克（阿根廷）       |
| 2017 布達佩斯 | 凱勒布·德萊賽爾（美国）      | 倪家駿（美国）              | 梅迪·梅泰拉（法國）               |
| 2019 光州     | 凱勒布·德萊賽爾（美国）      | 凱爾·查默斯（澳大利亚）     | 弗拉季斯拉夫·格里尼奥夫（俄罗斯） |
| 2022 布達佩斯 | 达维德·波波维奇（羅馬尼亞）  | 马克西姆·格鲁塞（法國）     | 约书亚·连多（加拿大）             |
| 2023 福冈     | 凯尔·查默斯（澳大利亚）      | 杰克·亚历克西（美国）       | 马克西姆·格鲁塞（法國）           |
| 2024 多哈     | 潘展乐（中国）               | 亚历山德罗·米雷西（義大利） | 内梅特·南多尔（匈牙利）           |
| 2025 新加坡   | 达维德·波波维奇（羅馬尼亞）  | 杰克·亚历克西（美国）       | 凯尔·查默斯（澳大利亚）           |

### 200公尺自由式
| 年            | 金牌                        | 银牌                            | 铜牌                          |
| 1973 貝爾格勒 | 吉姆·蒙哥马利（美国）       | Kurt Krumpholz（美国）          | Roger Pyttel（东德）          |
| 1975 卡利     | 蒂姆·肖（美国）             | 布鲁斯·弗尼斯（美国）           | 布赖恩·布林克利（英国）       |
| 1978 柏林     | Bill Forrester（美国）      | 罗迪·盖恩斯（美国）             | Sergey Koplyakov（苏联）      |
| 1982 瓜亞基爾 | 米夏埃尔·格罗斯（西德）     | 罗迪·盖恩斯（美国）             | 约尔格·沃伊特（东德）         |
| 1986 馬德里   | 米夏埃尔·格罗斯（西德）     | Sven Lodziewski（东德）         | 馬特·尼古拉斯·比昂迪（美国）  |
| 1991 伯斯     | 乔治·兰贝蒂（義大利）       | 斯特芬·策斯纳（德国）           | 阿图尔·沃伊达特（波兰）       |
| 1994 羅馬     | 安蒂·卡斯维奥（芬兰）       | 安德斯·霍尔默茨（瑞典）         | 达尼恩·洛德（新西兰）         |
| 1998 伯斯     | 迈克尔·克利姆（澳大利亚）   | 马西米利亚诺·罗索利诺（義大利） | 彼得·范登·霍根班德（荷兰）    |
| 2001 福岡     | 伊恩·索普（澳大利亚）       | 彼得·范登·霍根班德（荷兰）      | 克莱特·凯勒（美国）           |
| 2003 巴塞隆納 | 伊恩·索普（澳大利亚）       | 彼得·范登·霍根班德（荷兰）      | 格蘭特·哈克特（澳大利亚）     |
| 2005 蒙特婁   | 麥可·菲爾普斯（美国）       | 格蘭特·哈克特（澳大利亚）       | 里克·内特林（南非）           |
| 2007 墨爾本   | 麥可·菲爾普斯（美国）       | 彼得·范登·霍根班德（荷兰）      | 朴泰桓（大韩民国）            |
| 2009 羅馬     | 保羅·比德爾曼（德国）       | 麥可·菲爾普斯（美国）           | 丹尼拉·伊佐托夫（俄罗斯）     |
| 2011 上海     | 瑞安·洛赫特（美国）         | 麥可·菲爾普斯（美国）           | 保羅·比德爾曼（德国）         |
| 2013 巴塞隆納 | 扬尼克·阿涅尔（法國）       | 康納爾·德懷爾（美国）           | 丹尼拉·伊佐托夫（俄罗斯）     |
| 2015 喀山     | 詹姆斯·蓋伊（英国）         | 孫楊（中国）                    | 保羅·比德爾曼（德国）         |
| 2017 布達佩斯 | 孫楊（中国）                | 湯利·哈斯（美国）               | 亚历山大·克拉斯内赫（俄罗斯） |
| 2019 光州     | 孫楊（中国）                | 松元克央（日本）                | 马丁·马柳京（俄罗斯）         |
| 2019 光州     | 孫楊（中国）                | 松元克央（日本）                | 鄧肯·斯科特（英国）           |
| 2022 布達佩斯 | 达维德·波波维奇（羅馬尼亞） | 黄宣优（大韩民国）              | 托馬斯·迪安（英国）           |
| 2023 福冈     | 馬修·理查茲（英国）         | 托馬斯·迪安（英国）             | 黄宣优（大韩民国）            |
| 2024 多哈     | 黄宣优（大韩民国）          | 达纳斯·拉普西斯（立陶宛）       | 卢克·霍布森（美国）           |
| 2025 新加坡   | 达维德·波波维奇（羅馬尼亞） | 卢克·霍布森（美国）             | 村佐达也（日本）              |

### 400公尺自由式
| 年            | 金牌                          | 银牌                          | 铜牌                          |
| 1973 貝爾格勒 | Rick DeMont（美国）           | 布拉德·库珀（澳大利亚）       | Bengt Gingsjö（瑞典）         |
| 1975 卡利     | 蒂姆·肖（美国）               | 布鲁斯·弗尼斯（美国）         | 弗兰克·普菲策（东德）         |
| 1978 柏林     | 弗拉基米尔·萨尔尼科夫（苏联） | 杰夫·弗洛特（美国）           | Bill Forrester（美国）        |
| 1982 瓜亞基爾 | 弗拉基米尔·萨尔尼科夫（苏联） | Svyatoslav Semenov（苏联）    | Sven Lodziewski（东德）       |
| 1986 馬德里   | 赖纳·亨克尔（西德）           | 乌韦·达斯勒（东德）           | Dan Jorgensen（美国）         |
| 1991 伯斯     | 约尔格·霍夫曼（德国）         | 斯特凡·普法伊费尔（德国）     | 阿图尔·沃伊达特（波兰）       |
| 1994 羅馬     | 基伦·珀金斯（澳大利亚）       | 安蒂·卡斯维奥（芬兰）         | 达尼恩·洛德（新西兰）         |
| 1998 伯斯     | 伊恩·索普（澳大利亚）         | 格蘭特·哈克特（澳大利亚）     | 保罗·帕尔默（英国）           |
| 2001 福岡     | 伊恩·索普（澳大利亚）         | 格蘭特·哈克特（澳大利亚）     | 埃米利亚诺·布伦比拉（義大利） |
| 2003 巴塞隆納 | 伊恩·索普（澳大利亚）         | 格蘭特·哈克特（澳大利亚）     | Dragoş Coman（羅馬尼亞）      |
| 2005 蒙特婁   | 格蘭特·哈克特（澳大利亚）     | Yury Prilukov（俄罗斯）       | 烏薩馬·邁盧利（突尼西亞）     |
| 2007 墨爾本   | 朴泰桓（大韩民国）            | 格蘭特·哈克特（澳大利亚）     | Yury Prilukov（俄罗斯）       |
| 2009 羅馬     | 保羅·比德爾曼（德国）         | 烏薩馬·邁盧利（突尼西亞）     | 張琳（中国）                  |
| 2011 上海     | 朴泰桓（大韩民国）            | 孫楊（中国）                  | 保羅·比德爾曼（德国）         |
| 2013 巴塞隆納 | 孫楊（中国）                  | 萩野公介（日本）              | 康納爾·傑戈爾（美国）         |
| 2015 喀山     | 孫楊（中国）                  | 詹姆斯·蓋伊（英国）           | 瑞安·科克倫（加拿大）         |
| 2017 布達佩斯 | 孫楊（中国）                  | 麥克·霍爾頓（澳大利亚）       | 加布里埃萊·德蒂（義大利）     |
| 2019 光州     | 孫楊（中国）                  | 麥克·霍爾頓（澳大利亚）       | 加布里埃萊·德蒂（義大利）     |
| 2022 布達佩斯 | 伊萊賈·溫寧頓（澳大利亚）     | 卢卡斯·梅尔滕斯（德国）       | 吉列尔梅·科斯塔（巴西）       |
| 2023 福冈     | 塞缪尔·肖特（澳大利亚）       | 艾哈迈德·哈夫纳维（突尼西亞） | 卢卡斯·梅尔滕斯（德国）       |
| 2024 多哈     | 金禹旻（大韩民国）            | 伊萊賈·溫寧頓（澳大利亚）     | 卢卡斯·梅尔滕斯（德国）       |
| 2025 新加坡   | 卢卡斯·梅尔滕斯（德国）       | 塞缪尔·肖特（澳大利亚）       | 金禹旻（大韩民国）            |

### 800公尺自由式
| 年            | 金牌                              | 银牌                              | 铜牌                              |
| 2001 福岡     | 伊恩·索普（澳大利亚）             | 格蘭特·哈克特（澳大利亚）         | 格雷姆·史密斯（英国）             |
| 2003 巴塞隆納 | 格蘭特·哈克特（澳大利亚）         | 拉森·詹森（美国）                 | Igor Chervynskyi（乌克兰）        |
| 2005 蒙特婁   | 格蘭特·哈克特（澳大利亚）         | 拉森·詹森（美国）                 | Yury Prilukov（俄罗斯）           |
| 2007 墨爾本   | Przemysław Stańczyk（波兰）       | 克雷格·史蒂文斯（澳大利亚）       | 费代里科·科尔贝塔尔多（義大利）   |
| 2009 羅馬     | 張琳（中国）                      | 烏薩馬·邁盧利（突尼西亞）         | 瑞安·科克倫（加拿大）             |
| 2011 上海     | 孫楊（中国）                      | 瑞安·科克倫（加拿大）             | 格爾古·基什（匈牙利）             |
| 2013 巴塞隆納 | 孫楊（中国）                      | 麥克·麥克布魯姆（美国）           | 瑞安·科克倫（加拿大）             |
| 2015 喀山     | 孙杨（中国）                      | 格雷戈里奧·帕特里尼耶里（義大利） | 麥克·霍爾頓（澳大利亚）           |
| 2017 布达佩斯 | 加布里埃萊·德蒂（義大利）         | 沃伊切赫·沃伊达克（波兰）         | 格雷戈里奧·帕特里尼耶里（義大利） |
| 2019 光州     | 格雷戈里奧·帕特里尼耶里（義大利） | 亨里克·克里斯蒂安森（挪威）       | 大卫·奥布里（法國）               |
| 2022 布达佩斯 | 羅伯特·芬克（美国）               | 弗洛里安·韦尔布罗克（德国）       | 米哈伊洛·罗曼丘克（乌克兰）       |
| 2023 福冈     | 艾哈迈德·哈夫纳维（突尼西亞）     | 塞缪尔·肖特（澳大利亚）           | 羅伯特·芬克（美国）               |
| 2024 多哈     | 丹尼尔·维芬（爱尔兰）             | 伊萊賈·溫寧頓（澳大利亚）         | 格雷戈里奧·帕特里尼耶里（義大利） |
| 2025 新加坡   | 艾哈迈德·焦阿迪（突尼西亞）       | 斯文·施瓦茨（德国）               | 卢卡斯·梅尔滕斯（德国）           |

### 1500公尺自由式
| 年            | 金牌                              | 银牌                          | 铜牌                              |
| 1973 貝爾格勒 | 斯蒂芬·霍兰（澳大利亚）           | Rick DeMont（美国）           | 布拉德·库珀（澳大利亚）           |
| 1975 卡利     | 蒂姆·肖（美国）                   | 布赖恩·古德尔（美国）         | David Parker（英国）              |
| 1978 柏林     | 弗拉基米尔·萨尔尼科夫（苏联）     | Borut Petrič（南斯拉夫）      | Bobby Hackett（美国）             |
| 1982 瓜亞基爾 | 弗拉基米尔·萨尔尼科夫（苏联）     | Svyatoslav Semenov（苏联）    | Darjan Petric（南斯拉夫）         |
| 1986 馬德里   | 赖纳·亨克尔（西德）               | 斯特凡诺·巴蒂斯泰利（義大利） | Dan Jorgensen（美国）             |
| 1991 伯斯     | 约尔格·霍夫曼（德国）             | 基伦·珀金斯（澳大利亚）       | 斯特凡·普法伊费尔（德国）         |
| 1994 羅馬     | 基伦·珀金斯（澳大利亚）           | 丹尼尔·科瓦尔斯基（澳大利亚） | 斯特芬·策斯纳（德国）             |
| 1998 伯斯     | 格蘭特·哈克特（澳大利亚）         | 埃米利亚诺·布伦比拉（義大利） | 丹尼尔·科瓦尔斯基（澳大利亚）     |
| 2001 福岡     | 格蘭特·哈克特（澳大利亚）         | 格雷姆·史密斯（英国）         | Alexei Filipets（俄罗斯）         |
| 2003 巴塞隆納 | 格蘭特·哈克特（澳大利亚）         | Igor Chervynskyi（乌克兰）    | 埃里克·文德特（美国）             |
| 2005 蒙特婁   | 格蘭特·哈克特（澳大利亚）         | 拉森·詹森（美国）             | 戴维·戴维斯（英国）               |
| 2007 墨爾本   | Mateusz Sawrymowicz（波兰）       | Yury Prilukov（俄罗斯）       | 戴维·戴维斯（英国）               |
| 2009 羅馬     | 烏薩馬·邁盧利（突尼西亞）         | 瑞安·科克倫（加拿大）         | 孫楊（中国）                      |
| 2011 上海     | 孫楊（中国）                      | 瑞安·科克倫（加拿大）         | 格爾古·基什（匈牙利）             |
| 2013 巴塞隆納 | 孫楊（中国）                      | 瑞安·科克倫（加拿大）         | 格雷戈里奧·帕特里尼耶里（義大利） |
| 2015 喀山     | 格雷戈里奧·帕特里尼耶里（義大利） | 康納爾·傑戈爾（美国）         | 瑞安·科克倫（加拿大）             |
| 2017 布達佩斯 | 格雷戈里奧·帕特里尼耶里（義大利） | 米哈伊洛·罗曼丘克（乌克兰）   | 麥克·霍爾頓（澳大利亚）           |
| 2019 光州     | 弗洛里安·韋爾布羅克（德国）       | 米哈伊洛·罗曼丘克（乌克兰）   | 格雷戈里奧·帕特里尼耶里（義大利） |
| 2022 布達佩斯 | 格雷戈里奧·帕特里尼耶里（義大利） | 羅伯特·芬克（美国）           | 弗洛里安·韦尔布罗克（德国）       |
| 2023 福冈     | 艾哈迈德·哈夫纳维（突尼西亞）     | 羅伯特·芬克（美国）           | 塞缪尔·肖特（澳大利亚）           |
| 2024 多哈     | 丹尼尔·维芬（爱尔兰）             | 弗洛里安·韦尔布罗克（德国）   | 大卫·奥布里（法國）               |
| 2025 新加坡   | 艾哈迈德·焦阿迪（突尼西亞）       | 斯文·施瓦茨（德国）           | 羅伯特·芬克（美国）               |

### 50公尺仰式
| 年            | 金牌                                 | 银牌                                                | 铜牌                            |
| 2001 福岡     | Randall Bal（美国）                  | 托马斯·鲁普拉特（德国）                             | 马特·韦尔什（澳大利亚）         |
| 2003 巴塞隆納 | 托马斯·鲁普拉特（德国）              | 马特·韦尔什（澳大利亚）                             | Gerhardus Zandberg（南非）      |
| 2005 蒙特婁   | Aristeidis Grigoriadis（希腊）       | 马特·韦尔什（澳大利亚）                             | 利安姆·湯科克（英国）           |
| 2007 墨爾本   | Gerhardus Zandberg（南非）           | 托马斯·鲁普拉特（德国）                             | 利安姆·湯科克（英国）           |
| 2009 羅馬     | 利安姆·湯科克（英国）                | 古賀淳也（日本）                                    | Gerhardus Zandberg（南非）      |
| 2011 上海     | 利安姆·湯科克（英国）                | 卡米爾·拉庫爾（法國）                               | Gerhardus Zandberg（南非）      |
| 2013 巴塞隆納 | 卡米爾·拉庫爾（法國）                | 热雷米·斯特拉维于斯（法國） · 馬特·格雷弗斯（美国） | 未頒發                          |
| 2015 喀山     | 卡米爾·拉庫爾（法國）                | 馬特·格雷弗斯（美国）                               | 本·特雷弗斯（澳大利亚）         |
| 2017 布達佩斯 | 卡米爾·拉庫爾（法國）                | 古賀淳也（日本）                                    | 馬特·格雷弗斯（美国）           |
| 2019 光州     | 赞恩·沃德尔（南非）                  | 葉夫根尼·雷洛夫（俄罗斯）                           | 克利门特·科列斯尼科夫（俄罗斯） |
| 2022 布達佩斯 | 贾斯廷·雷斯（美国）                  | 亨特·阿姆斯特朗（美国）                             | 克萨韦里·马休克（波兰）         |
| 2023 福岡     | 亨特·阿姆斯特朗（美国）              | 贾斯廷·雷斯（美国）                                 | 徐嘉余（中国）                  |
| 2024 多哈     | 艾萨克·库珀（澳大利亚）              | 亨特·阿姆斯特朗（美国）                             | 克薩韋里·馬休克（波兰）         |
| 2025 新加坡   | 克利门特·科列斯尼科夫（中立运动员B） | 彼得·科策（南非）                                   | 未颁发                          |
| 2025 新加坡   | 克利门特·科列斯尼科夫（中立运动员B） | 帕维尔·萨穆先科（中立运动员B）                      | 未颁发                          |

### 100公尺仰式
| 年            | 金牌                         | 银牌                        | 铜牌                          |
| 1973 貝爾格勒 | 罗兰·马特斯（东德）          | 迈克·施塔姆（美国）         | Lutz Wanja（东德）            |
| 1975 卡利     | 罗兰·马特斯（东德）          | 约翰·墨菲（美国）           | 未颁发                        |
| 1975 卡利     | 罗兰·马特斯（东德）          | Melvin Nash（美国）         | 未颁发                        |
| 1978 柏林     | Bob Jackson（美国）          | Peter Rocca（美国）         | Romulo Arantes（巴西）        |
| 1982 瓜亞基爾 | 迪尔克·里希特（东德）        | 里克·凯里（美国）           | Vladimir Shemetov（苏联）     |
| 1986 馬德里   | Igor Polyansky（苏联）       | 迪尔克·里希特（东德）       | Sergei Zabolotnov（苏联）     |
| 1991 伯斯     | 杰夫·劳斯（美国）            | 马克·图克斯伯里（加拿大）   | 马丁·洛佩斯-苏韦罗（西班牙）  |
| 1994 羅馬     | 马丁·洛佩斯-苏韦罗（西班牙） | 杰夫·劳斯（美国）           | Tamás Deutsch（匈牙利）       |
| 1998 伯斯     | 伦尼·克拉伊泽尔堡（美国）    | Mark Versfeld（加拿大）     | Stev Theloke（德国）          |
| 2001 福岡     | 马特·韦尔什（澳大利亚）      | Örn Arnarson（冰岛）        | 斯特芬·德里森（德国）         |
| 2003 巴塞隆納 | 阿龍·佩爾索爾（美国）        | 阿爾卡季·維亞恰寧（俄罗斯） | 未颁发                        |
| 2003 巴塞隆納 | 阿龍·佩爾索爾（美国）        | 马特·韦尔什（澳大利亚）     | 未颁发                        |
| 2005 蒙特婁   | 阿龍·佩爾索爾（美国）        | Randall Bal（美国）         | 切赫·拉斯洛（匈牙利）         |
| 2007 墨爾本   | 阿龍·佩爾索爾（美国）        | 瑞安·洛赫特（美国）         | 利安姆·湯科克（英国）         |
| 2009 羅馬     | 古賀淳也（日本）             | 黑尔格·梅乌（德国）         | 阿什溫·威德博爾（西班牙）     |
| 2011 上海     | 卡米爾·拉庫爾（法國）        | 未颁发                      | 入江陵介（日本）              |
| 2011 上海     | 热雷米·斯特拉维于斯（法國）  | 未颁发                      | 入江陵介（日本）              |
| 2013 巴塞隆納 | 馬特·格雷弗斯（美国）        | 大衛·普拉默（美国）         | 热雷米·斯特拉维于斯（法國）   |
| 2015 喀山     | 米奇·拉金（澳大利亚）        | 卡米爾·拉庫爾（法國）       | 馬特·格雷弗斯（美国）         |
| 2017 布達佩斯 | 徐嘉余（中国）               | 馬特·格雷弗斯（美国）       | 瑞安·墨菲（美国）             |
| 2019 光州     | 徐嘉余（中国）               | 葉夫根尼·雷洛夫（俄罗斯）   | 米奇·拉金（澳大利亚）         |
| 2022 布達佩斯 | 托马斯·切孔（義大利）        | 萊恩·墨菲（美国）           | 亨特·阿姆斯特朗（美国）       |
| 2023 福冈     | 萊恩·墨菲（美国）            | 托马斯·切孔（義大利）       | 亨特·阿姆斯特朗（美国）       |
| 2024 多哈     | 亨特·阿姆斯特朗（美国）      | 乌戈·冈萨雷斯（西班牙）     | 阿波斯托洛斯·赫里斯图（希腊） |
| 2025 新加坡   | 彼得·科策（南非）            | 托马斯·切孔（義大利）       | 约昂·恩多耶-布鲁瓦尔（法國）  |

### 200公尺仰式
| 年            | 金牌                         | 银牌                          | 铜牌                         |
| 1973 貝爾格勒 | 罗兰·马特斯（东德）          | 韦劳斯托·佐尔坦（匈牙利）     | 约翰·内伯（美国）            |
| 1975 卡利     | 韦劳斯托·佐尔坦（匈牙利）    | 马克·托内利（澳大利亚）       | Paul Hove（美国）            |
| 1978 柏林     | Jesse Vassallo（美国）       | Gary Hurring（新西兰）        | 韦劳斯托·佐尔坦（匈牙利）    |
| 1982 瓜亞基爾 | 里克·凯里（美国）            | 弗洛达尔·尚多尔（匈牙利）     | 弗兰克·巴尔特鲁施（东德）    |
| 1986 馬德里   | Igor Polyansky（苏联）       | 弗兰克·巴尔特鲁施（东德）     | Frank Hoffmeister（西德）    |
| 1991 伯斯     | 马丁·洛佩斯-苏韦罗（西班牙） | 斯特凡诺·巴蒂斯泰利（義大利） | Vladimir Selkov（苏联）      |
| 1994 羅馬     | Vladimir Selkov（俄罗斯）    | 马丁·洛佩斯-苏韦罗（西班牙）  | Royce Sharp（美国）          |
| 1998 伯斯     | 伦尼·克拉伊泽尔堡（美国）    | Ralf Braun（德国）            | Mark Versfeld（加拿大）      |
| 2001 福岡     | 阿龍·佩爾索爾（美国）        | Markus Rogan（奥地利）        | Örn Arnarson（冰岛）         |
| 2003 巴塞隆納 | 阿龍·佩爾索爾（美国）        | Gordan Kožulj（克罗地亚）     | Simon Dufour（法國）         |
| 2005 蒙特婁   | 阿龍·佩爾索爾（美国）        | Markus Rogan（奥地利）        | 瑞安·洛赫特（美国）          |
| 2007 墨爾本   | 瑞安·洛赫特（美国）          | 阿龍·佩爾索爾（美国）         | Markus Rogan（奥地利）       |
| 2009 羅馬     | 阿龍·佩爾索爾（美国）        | 入江陵介（日本）              | 瑞安·洛赫特（美国）          |
| 2011 上海     | 瑞安·洛赫特（美国）          | 入江陵介（日本）              | 泰勒·克萊里（美国）          |
| 2013 巴塞隆納 | 瑞安·洛赫特（美国）          | 拉多斯瓦夫·卡域斯基（波兰）   | 泰勒·克萊里（美国）          |
| 2015 喀山     | 米奇·拉金（澳大利亚）        | 拉多斯瓦夫·卡域斯基（波兰）   | 葉夫根尼·雷洛夫（俄罗斯）    |
| 2017 布達佩斯 | 葉夫根尼·雷洛夫（俄罗斯）    | 瑞安·墨菲（美国）             | 雅各布·佩德利（美国）        |
| 2019 光州     | 葉夫根尼·雷洛夫（俄罗斯）    | 瑞安·墨菲（美国）             | 盧克·格林班克（英国）        |
| 2022 布達佩斯 | 瑞安·墨菲（美国）            | 盧克·格林班克（英国）         | 谢恩·卡萨斯（美国）          |
| 2023 福冈     | 科什·胡贝特（匈牙利）        | 萊恩·墨菲（美国）             | 罗曼·米秋科夫（瑞士）        |
| 2024 多哈     | 乌戈·冈萨雷斯（西班牙）      | 罗曼·米秋科夫（瑞士）         | 彼得·科策（南非）            |
| 2025 新加坡   | 科什·胡贝特（匈牙利）        | 彼得·科策（南非）             | 约昂·恩多耶-布鲁瓦尔（法國） |

### 50公尺蛙式
| 年            | 金牌                      | 银牌                            | 铜牌                          |
| 2001 福岡     | Oleg Lisogor（乌克兰）    | Roman Sloudnov（俄罗斯）        | 多梅尼科·菲奥拉万蒂（義大利） |
| 2003 巴塞隆納 | James Gibson（英国）      | Oleg Lisogor（乌克兰）          | Mihály Flaskay（匈牙利）      |
| 2005 蒙特婁   | 马克·瓦内克（德国）       | 馬克·岡格洛夫（美国）           | 北岛康介（日本）              |
| 2007 墨爾本   | Oleg Lisogor（乌克兰）    | 布蘭登·韓森（美国）             | 卡梅倫·范德伯格（南非）       |
| 2009 羅馬     | 卡梅倫·范德伯格（南非）   | 费利佩·席尔瓦（巴西）           | 馬克·岡格洛夫（美国）         |
| 2011 上海     | 费利佩·席尔瓦（巴西）     | 法比奥·斯科佐里（義大利）       | 卡梅倫·范德伯格（南非）       |
| 2013 巴塞隆納 | 卡梅倫·范德伯格（南非）   | 克里斯蒂安·斯普林格（澳大利亚） | Giulio Zorzi（南非）          |
| 2015 喀山     | 亞當·佩蒂（英国）         | 卡梅伦·范德伯格（南非）         | 凱文·柯德斯（美国）           |
| 2017 布达佩斯 | 亞當·佩蒂（英国）         | 小若昂·戈梅斯（巴西）           | 卡梅伦·范德伯格（南非）       |
| 2019 光州     | 亞當·佩蒂（英国）         | 费利佩·利马（巴西）             | 小若昂·戈梅斯（巴西）         |
| 2022 布达佩斯 | 尼克·芬克（美国）         | 尼科洛·马丁嫩吉（義大利）       | 迈克尔·安德鲁（美国）         |
| 2023 福冈     | 覃海洋（中国）            | 尼克·芬克（美国）               | 孙佳俊（中国）                |
| 2024 多哈     | 塞缪尔·威廉森（澳大利亚） | 尼科洛·马丁嫩吉（義大利）       | 尼克·芬克（美国）             |
| 2025 新加坡   | 西莫内·切拉索洛（義大利） | 基里尔·普里戈达（中立运动员B）  | 覃海洋（中国）                |

### 100公尺蛙式
| 年            | 金牌                            | 银牌                          | 铜牌                              |
| 1973 貝爾格勒 | 约翰·亨肯（美国）               | Mikhail Khryukin（苏联）      | 田口信教（日本）                  |
| 1975 卡利     | 戴维·威尔基（英国）             | 田口信教（日本）              | David Leigh（英国）               |
| 1978 柏林     | 瓦尔特·库施（西德）             | 格雷厄姆·史密斯（加拿大）     | Gerald Mörken（西德）             |
| 1982 瓜亞基爾 | 史蒂夫·伦德奎斯特（美国）       | 维克托·戴维斯（加拿大）       | John Moffett（美国）              |
| 1986 馬德里   | 维克托·戴维斯（加拿大）         | 詹尼·米内尔维尼（義大利）     | Dmitry Volkov（苏联）             |
| 1991 伯斯     | 罗饶·诺贝特（匈牙利）           | 阿德里安·穆尔豪斯（英国）     | 詹尼·米内尔维尼（義大利）         |
| 1994 羅馬     | 罗饶·诺贝特（匈牙利）           | 居特勒·卡罗伊（匈牙利）       | 弗雷德里克·德比格拉夫（比利时）   |
| 1998 伯斯     | 弗雷德里克·德比格拉夫（比利时） | 曾啟亮（中国）                | 库尔特·格罗特（美国）             |
| 2001 福岡     | Roman Sloudnov（俄罗斯）        | 多梅尼科·菲奥拉万蒂（義大利） | 埃德·摩西（美国）                 |
| 2003 巴塞隆納 | 北岛康介（日本）                | 布蘭登·韓森（美国）           | James Gibson（英国）              |
| 2005 蒙特婁   | 布蘭登·韓森（美国）             | 北岛康介（日本）              | 于格·迪博斯克（法國）             |
| 2007 墨爾本   | 布蘭登·韓森（美国）             | 北岛康介（日本）              | 布倫頓·里卡德（澳大利亚）         |
| 2009 羅馬     | 布倫頓·里卡德（澳大利亚）       | 于格·迪博斯克（法國）         | 卡梅倫·范德伯格（南非）           |
| 2011 上海     | 亚历山大·达勒·厄恩（挪威）      | 法比奥·斯科佐里（義大利）     | 卡梅倫·范德伯格（南非）           |
| 2013 巴塞隆納 | 克里斯蒂安·斯普林格（澳大利亚） | 卡梅倫·范德伯格（南非）       | 费利佩·利马（巴西）               |
| 2015 喀山     | 亞當·佩蒂（英国）               | 卡梅倫·范德伯格（南非）       | 羅斯·默多克（英国）               |
| 2017 布達佩斯 | 亞當·佩蒂（英国）               | 凱文·柯德斯（美国）           | 基里尔·普里戈达（俄罗斯）         |
| 2019 光州     | 亞當·佩蒂（英国）               | 詹姆斯·威尔比（英国）         | 閆子貝（中国）                    |
| 2022 布達佩斯 | 尼科洛·马丁嫩吉（義大利）       | 阿尔诺·卡明哈（荷兰）         | 尼克·芬克（美国）                 |
| 2023 福冈     | 覃海洋（中国）                  | 尼科洛·马丁嫩吉（義大利）     | 未颁发                            |
| 2023 福冈     | 覃海洋（中国）                  | 阿尔诺·卡明哈（荷兰）         | 未颁发                            |
| 2023 福冈     | 覃海洋（中国）                  | 尼克·芬克（美国）             | 未颁发                            |
| 2024 多哈     | 尼克·芬克（美国）               | 尼科洛·马丁嫩吉（義大利）     | 亞當·佩蒂（英国）                 |
| 2025 新加坡   | 覃海洋（中国）                  | 尼科洛·马丁嫩吉（義大利）     | 丹尼斯·彼得拉绍夫（吉尔吉斯斯坦） |

### 200公尺蛙式
| 年            | 金牌                             | 银牌                             | 铜牌                            |
| 1973 貝爾格勒 | 戴维·威尔基（英国）              | 约翰·亨肯（美国）                | 田口信教（日本）                |
| 1975 卡利     | 戴维·威尔基（英国）              | Rick Colella（美国）             | Nikolai Pankin（苏联）          |
| 1978 柏林     | Nicholas Nevid（美国）           | Arsen Miskarov（苏联）           | 瓦尔特·库施（西德）             |
| 1982 瓜亞基爾 | 维克托·戴维斯（加拿大）          | Robertas Žulpa（苏联）           | John Moffett（美国）            |
| 1986 馬德里   | 绍博·约瑟夫（匈牙利）            | 维克托·戴维斯（加拿大）          | Steven Bentley（美国）          |
| 1991 伯斯     | 迈克·巴罗曼（美国）              | 罗饶·诺贝特（匈牙利）            | 尼克·吉林厄姆（英国）           |
| 1994 羅馬     | 罗饶·诺贝特（匈牙利）            | Eric Wunderlich（美国）          | 居特勒·卡罗伊（匈牙利）         |
| 1998 伯斯     | 库尔特·格罗特（美国）            | Jean-Christophe Sarnin（法國）   | 罗饶·诺贝特（匈牙利）           |
| 2001 福岡     | 布蘭登·韓森（美国）              | Maxim Podoprigora（奥地利）      | 北岛康介（日本）                |
| 2003 巴塞隆納 | 北岛康介（日本）                 | Ian Edmond（英国）               | 布蘭登·韓森（美国）             |
| 2005 蒙特婁   | 布蘭登·韓森（美国）              | 迈克·布朗（加拿大）              | Genki Imamura（日本）           |
| 2007 墨爾本   | 北岛康介（日本）                 | 布倫頓·里卡德（澳大利亚）        | 洛里斯·法奇（義大利）           |
| 2009 羅馬     | 久爾陶·達尼埃爾（匈牙利）        | 埃里克·尚托（美国）              | 克里斯蒂安·斯普林格（澳大利亚） |
| 2009 羅馬     | 久爾陶·達尼埃爾（匈牙利）        | 埃里克·尚托（美国）              | 吉爾德里斯·蒂特尼斯（立陶宛）   |
| 2011 上海     | 久爾陶·達尼埃爾（匈牙利）        | 北岛康介（日本）                 | 克里斯蒂安·沃姆·萊恩（德国）    |
| 2013 巴塞隆納 | 久爾陶·達尼埃爾（匈牙利）        | 馬科·庫奇（德国）                | 马蒂·马茨松（芬兰）             |
| 2015 喀山     | 馬科·庫奇（德国）                | 凱文·柯德斯（美国）              | 久爾陶·達尼埃爾（匈牙利）       |
| 2017 布達佩斯 | 安東·丘普科夫（俄罗斯）          | 小關也朱篤（日本）               | 渡邊一平（日本）                |
| 2019 光州     | 安東·丘普科夫（俄罗斯）          | 马修·威尔逊（澳大利亚）          | 渡邊一平（日本）                |
| 2022 布達佩斯 | 扎克·斯塔布利特-庫克（澳大利亚） | 花车优（日本）                   | 未颁发                          |
| 2022 布達佩斯 | 扎克·斯塔布利特-庫克（澳大利亚） | 埃里克·佩尔松（瑞典）            | 未颁发                          |
| 2023 福冈     | 覃海洋（中国）                   | 扎克·斯塔布利特-庫克（澳大利亚） | 马修·法伦（美国）               |
| 2024 多哈     | 董志豪（中国）                   | 卡斯帕·科尔博（荷兰）            | 尼克·芬克（美国）               |
| 2025 新加坡   | 覃海洋（中国）                   | 渡邊一平（日本）                 | 卡斯帕·科尔博（荷兰）           |

### 50公尺蝶式
| 年            | 金牌                        | 银牌                    | 铜牌                          |
| 2001 福岡     | Geoff Huegill（澳大利亚）   | 拉尔斯·弗勒兰德（瑞典） | 马克·福斯特（英国）           |
| 2003 巴塞隆納 | 马特·韦尔什（澳大利亚）     | 伊恩·克羅克（美国）     | Yevgeny Korotyshkin（俄罗斯） |
| 2005 蒙特婁   | 罗兰·斯库曼（南非）         | 伊恩·克羅克（美国）     | Sergiy Breus（乌克兰）        |
| 2007 墨爾本   | 罗兰·斯库曼（南非）         | 伊恩·克羅克（美国）     | Jakob Andkjær（丹麦）         |
| 2009 羅馬     | 米洛拉德·查维奇（塞尔维亚） | 馬修·塔吉特（澳大利亚） | 拉斐尔·穆尼奥斯（西班牙）     |
| 2011 上海     | 塞薩爾·西埃洛（巴西）       | 馬修·塔吉特（澳大利亚） | Geoff Huegill（澳大利亚）     |
| 2013 巴塞隆納 | 塞薩爾·西埃洛（巴西）       | 尤金·古德索（美国）     | 弗雷德里克·布斯凱（法國）     |
| 2015 喀山     | 弗洛朗·馬納杜（法國）       | 尼古拉斯·桑托斯（巴西） | 切赫·拉斯洛（匈牙利）         |
| 2015 喀山     | 弗洛朗·馬納杜（法國）       | 尼古拉斯·桑托斯（巴西） | 康拉德·科澤尼亞克（波兰）     |
| 2017 布達佩斯 | 班·普羅德（英国）           | 尼古拉斯·桑托斯（巴西） | 安德烈·戈沃羅夫（乌克兰）     |
| 2019 光州     | 凱勒布·德萊賽爾（美国）     | 奥列格·科斯京（俄罗斯） | 尼古拉斯·桑托斯（巴西）       |
| 2022 布達佩斯 | 凱勒布·德萊賽爾（美国）     | 尼古拉斯·桑托斯（巴西） | 迈克尔·安德鲁（美国）         |
| 2023 福冈     | 托马斯·切孔（義大利）       | 迪奥戈·里贝罗（葡萄牙） | 马克西姆·格鲁塞（法國）       |
| 2024 多哈     | 迪奥戈·里贝罗（葡萄牙）     | 迈克尔·安德鲁（美国）   | 卡梅伦·麦克沃伊（澳大利亚）   |
| 2025 新加坡   | 马克西姆·格鲁塞（法國）     | 諾亞·龐蒂（瑞士）       | 托马斯·切孔（義大利）         |

### 100公尺蝶式
| 年            | 金牌                        | 银牌                         | 铜牌                        |
| 1973 貝爾格勒 | 布鲁斯·罗伯逊（加拿大）     | Joe Bottom（美国）           | Robin Backhaus（美国）      |
| 1975 卡利     | Gregory Jagenburg（美国）   | Roger Pyttel（东德）         | Bill Forrester（美国）      |
| 1978 柏林     | Joe Bottom（美国）          | Gregory Jagenburg（美国）    | 佩尔·阿维德松（瑞典）       |
| 1982 瓜亞基爾 | Matt Gribble（美国）        | 米夏埃尔·格罗斯（西德）      | 本特·巴龙（瑞典）           |
| 1986 馬德里   | 巴勃罗·莫拉莱斯（美国）     | 馬特·尼古拉斯·比昂迪（美国） | 安迪·詹姆森（英国）         |
| 1991 伯斯     | 安东尼·内斯蒂（蘇利南）     | 米夏埃尔·格罗斯（德国）      | Vladislav Kulikov（苏联）   |
| 1994 羅馬     | 拉法乌·舒卡瓦（波兰）       | 拉尔斯·弗勒兰德（瑞典）      | Denis Pankratov（俄罗斯）   |
| 1998 伯斯     | 迈克尔·克利姆（澳大利亚）   | 拉尔斯·弗勒兰德（瑞典）      | Geoff Huegill（澳大利亚）   |
| 2001 福岡     | 拉尔斯·弗勒兰德（瑞典）     | 伊恩·克羅克（美国）          | Geoff Huegill（澳大利亚）   |
| 2003 巴塞隆納 | 伊恩·克羅克（美国）         | 麥可·菲爾普斯（美国）        | 安德里·塞爾迪諾夫（乌克兰） |
| 2005 蒙特婁   | 伊恩·克羅克（美国）         | 麥可·菲爾普斯（美国）        | 安德里·塞爾迪諾夫（乌克兰） |
| 2007 墨爾本   | 麥可·菲爾普斯（美国）       | 伊恩·克羅克（美国）          | Albert Subirats（委內瑞拉） |
| 2009 羅馬     | 麥可·菲爾普斯（美国）       | 米洛拉德·查维奇（塞尔维亚）  | 拉斐尔·穆尼奥斯（西班牙）   |
| 2011 上海     | 麥可·菲爾普斯（美国）       | 康拉德·科澤尼亞克（波兰）    | 泰勒·麥克吉爾（美国）       |
| 2013 巴塞隆納 | 查德·勒克洛（南非）         | 切赫·拉斯洛（匈牙利）        | 康拉德·科澤尼亞克（波兰）   |
| 2015 喀山     | 查德·勒克洛（南非）         | 切赫·拉斯洛（匈牙利）        | 約瑟·斯庫林（新加坡）       |
| 2017 布達佩斯 | 凱勒布·德萊賽爾（美国）     | 米拉克·克里什托夫（匈牙利）  | 詹姆斯·蓋伊（英国）         |
| 2017 布達佩斯 | 凱勒布·德萊賽爾（美国）     | 米拉克·克里什托夫（匈牙利）  | 約瑟·斯庫林（新加坡）       |
| 2019 光州     | 凱勒布·德萊賽爾（美国）     | 安德烈·米纳科夫（俄罗斯）    | 查德·勒克洛（南非）         |
| 2022 布達佩斯 | 米拉克·克里什托夫（匈牙利） | 水沼尚辉（日本）             | 约书亚·连多（加拿大）       |
| 2023 福冈     | 马克西姆·格鲁塞（法國）     | 约书亚·连多（加拿大）        | 戴尔·罗斯（美国）           |
| 2024 多哈     | 迪奥戈·里贝罗（葡萄牙）     | 西蒙·布赫尔（奥地利）        | 雅各布·马耶尔斯基（波兰）   |
| 2025 新加坡   | 马克西姆·格鲁塞（法國）     | 諾亞·龐蒂（瑞士）            | 伊利亚·哈伦（加拿大）       |

### 200公尺蝶式
| 年            | 金牌                          | 银牌                            | 铜牌                          |
| 1973 貝爾格勒 | Robin Backhaus（美国）        | Steve Gregg（美国）             | 哈特穆特·弗勒克纳（东德）     |
| 1975 卡利     | Bill Forrester（美国）        | Roger Pyttel（东德）            | 布赖恩·布林克利（英国）       |
| 1978 柏林     | 迈克·布鲁纳（美国）           | Steve Gregg（美国）             | Roger Pyttel（东德）          |
| 1982 瓜亞基爾 | 米夏埃尔·格罗斯（西德）       | Sergey Fesenko（苏联）          | Craig Beardsley（美国）       |
| 1986 馬德里   | 米夏埃尔·格罗斯（西德）       | 安东尼·莫斯（新西兰）           | Benny Nielsen（丹麦）         |
| 1991 伯斯     | 梅尔文·斯图尔特（美国）       | 米夏埃尔·格罗斯（德国）         | 道尔尼·陶马什（匈牙利）       |
| 1994 羅馬     | Denis Pankratov（俄罗斯）     | 达尼恩·洛德（新西兰）           | Chris-Carol Bremer（德国）    |
| 1998 伯斯     | Denys Sylantyev（乌克兰）     | 弗兰克·埃斯波西托（法國）       | 汤姆·马尔乔（美国）           |
| 2001 福岡     | 麥可·菲爾普斯（美国）         | 汤姆·马尔乔（美国）             | Anatoly Polyakov（俄罗斯）    |
| 2003 巴塞隆納 | 麥可·菲爾普斯（美国）         | 山本貴司（日本）                | 汤姆·马尔乔（美国）           |
| 2005 蒙特婁   | 帕維爾·科熱尼奧夫斯基（波兰） | 松田丈志（日本）                | 吳鵬（中国）                  |
| 2007 墨爾本   | 麥可·菲爾普斯（美国）         | 吳鵬（中国）                    | 尼古拉·斯克沃尔佐夫（俄罗斯） |
| 2009 羅馬     | 麥可·菲爾普斯（美国）         | 帕維爾·科熱尼奧夫斯基（波兰）   | 松田丈志（日本）              |
| 2011 上海     | 麥可·菲爾普斯（美国）         | 松田丈志（日本）                | 吳鵬（中国）                  |
| 2013 巴塞隆納 | 查德·勒克洛（南非）           | 帕維爾·科熱尼奧夫斯基（波兰）   | 吳鵬（中国）                  |
| 2015 喀山     | 切赫·拉斯洛（匈牙利）         | 查德·勒克洛（南非）             | 揚·斯威特科夫斯基（波兰）     |
| 2017 布达佩斯 | 查德·勒克洛（南非）           | 切赫·拉斯洛（匈牙利）           | 濑户大也（日本）              |
| 2019 光州     | 米拉克·克里什托夫（匈牙利）   | 濑户大也（日本）                | 查德·勒克洛（南非）           |
| 2022 布达佩斯 | 米拉克·克里什托夫（匈牙利）   | 莱昂·马尔尚（法國）             | 本多灯（日本）                |
| 2023 福冈     | 莱昂·马尔尚（法國）           | 克日什托夫·赫梅莱夫斯基（波兰） | 本多灯（日本）                |
| 2024 多哈     | 本多灯（日本）                | 阿爾貝托·拉澤蒂（義大利）       | 马丁·埃斯佩恩贝格尔（奥地利） |
| 2025 新加坡   | 卢卡·乌兰多（美国）           | 克日什托夫·赫梅莱夫斯基（波兰） | Harrison Turner（澳大利亚）   |

### 200公尺個人混合式
| 年            | 金牌                            | 银牌                    | 铜牌                            |
| 1973 貝爾格勒 | 贡纳尔·拉松（瑞典）             | Stanley Carper（美国）  | 戴维·威尔基（英国）             |
| 1975 卡利     | András Hargitay（匈牙利）       | Steve Furniss（美国）   | Andrey Smirnov（苏联）          |
| 1978 柏林     | 格雷厄姆·史密斯（加拿大）       | Jesse Vassallo（美国）  | 亚历山大·西多连科（苏联）       |
| 1982 瓜亞基爾 | 亚历山大·西多连科（苏联）       | Bill Barrett（美国）    | 乔瓦尼·弗朗切斯奇（義大利）     |
| 1986 馬德里   | 道尔尼·陶马什（匈牙利）         | 亚历克斯·鲍曼（加拿大） | Vadim Yaroshchuk（苏联）        |
| 1991 伯斯     | 道尔尼·陶马什（匈牙利）         | Eric Namesnik（美国）   | Christian Gessner（德国）       |
| 1994 羅馬     | 亚尼·谢维宁（芬兰）             | Greg Burgess（美国）    | 采奈·奥蒂洛（匈牙利）           |
| 1998 伯斯     | Marcel Wouda（荷兰）            | Xavier Marchand（法國） | Ron Karnaugh（美国）            |
| 2001 福岡     | 马西米利亚诺·罗索利诺（義大利） | Tom Wilkens（美国）     | 贾斯廷·诺里斯（澳大利亚）       |
| 2003 巴塞隆納 | 麥可·菲爾普斯（美国）           | 伊恩·索普（澳大利亚）   | 马西米利亚诺·罗索利诺（義大利） |
| 2005 蒙特婁   | 麥可·菲爾普斯（美国）           | 切赫·拉斯洛（匈牙利）   | 瑞安·洛赫特（美国）             |
| 2007 墨爾本   | 麥可·菲爾普斯（美国）           | 瑞安·洛赫特（美国）     | 切赫·拉斯洛（匈牙利）           |
| 2009 羅馬     | 瑞安·洛赫特（美国）             | 切赫·拉斯洛（匈牙利）   | 埃里克·尚托（美国）             |
| 2011 上海     | 瑞安·洛赫特（美国）             | 麥可·菲爾普斯（美国）   | 切赫·拉斯洛（匈牙利）           |
| 2013 巴塞隆納 | 瑞安·洛赫特（美国）             | 萩野公介（日本）        | 蒂亞戈·佩雷拉（巴西）           |
| 2015 喀山     | 瑞安·洛赫特（美国）             | 蒂亞戈·佩雷拉（巴西）   | 汪順（中国）                    |
| 2017 布達佩斯 | 恰斯·卡利斯茲（美国）           | 萩野公介（日本）        | 汪順（中国）                    |
| 2019 光州     | 瀨戶大也（日本）                | 热雷米·德普朗什（瑞士） | 恰斯·卡利斯茲（美国）           |
| 2022 布達佩斯 | 莱昂·马尔尚（法國）             | 卡森·福斯特（美国）     | 濑户大也（日本）                |
| 2023 福冈     | 莱昂·马尔尚（法國）             | 鄧肯·斯科特（英国）     | 托馬斯·迪安（英国）             |
| 2024 多哈     | 芬利·诺克斯（加拿大）           | 卡森·福斯特（美国）     | 阿爾貝托·拉澤蒂（義大利）       |
| 2025 新加坡   | 莱昂·马尔尚（法國）             | 谢恩·卡萨斯（美国）     | 科什·胡贝特（匈牙利）           |

### 400公尺個人混合式
| 年            | 金牌                        | 银牌                      | 铜牌                          |
| 1973 貝爾格勒 | András Hargitay（匈牙利）   | Rod Strachan（美国）      | Rick Colella（美国）          |
| 1975 卡利     | András Hargitay（匈牙利）   | Andrey Simornov（苏联）   | Hans-Joachim Geisler（西德）  |
| 1978 柏林     | Jesse Vassallo（美国）      | Sergey Fesenko（苏联）    | András Hargitay（匈牙利）     |
| 1982 瓜亞基爾 | Ricardo Prado（巴西）       | Jens-Peter Berndt（东德） | Sergey Fesenko（苏联）        |
| 1986 馬德里   | 道尔尼·陶马什（匈牙利）     | Vadim Yaroshchuk（苏联）  | 亚历克斯·鲍曼（加拿大）       |
| 1991 伯斯     | 道尔尼·陶马什（匈牙利）     | Eric Namesnik（美国）     | 斯特凡诺·巴蒂斯泰利（義大利） |
| 1994 羅馬     | 汤姆·多兰（美国）           | 亚尼·谢维宁（芬兰）       | Eric Namesnik（美国）         |
| 1998 伯斯     | 汤姆·多兰（美国）           | Marcel Wouda（荷兰）      | 柯蒂斯·迈登（加拿大）         |
| 2001 福岡     | Alessio Boggiatto（義大利） | 埃里克·文德特（美国）     | Tom Wilkens（美国）           |
| 2003 巴塞隆納 | 麥可·菲爾普斯（美国）       | 切赫·拉斯洛（匈牙利）     | 烏薩馬·邁盧利（突尼西亞）     |
| 2005 蒙特婁   | 切赫·拉斯洛（匈牙利）       | 盧卡·馬林（義大利）       | 烏薩馬·邁盧利（突尼西亞）     |
| 2007 墨爾本   | 麥可·菲爾普斯（美国）       | 瑞安·洛赫特（美国）       | 盧卡·馬林（義大利）           |
| 2009 羅馬     | 瑞安·洛赫特（美国）         | 泰勒·克萊里（美国）       | 切赫·拉斯洛（匈牙利）         |
| 2011 上海     | 瑞安·洛赫特（美国）         | 泰勒·克萊里（美国）       | 堀畑裕也（日本）              |
| 2013 巴塞隆納 | 濑户大也（日本）            | 恰斯·卡利斯茲（美国）     | 蒂亞戈·佩雷拉（巴西）         |
| 2015 喀山     | 瀨戶大也（日本）            | 維拉斯托·大衛（匈牙利）   | 恰斯·卡利斯茲（美国）         |
| 2017 布達佩斯 | 恰斯·卡利斯茲（美国）       | 維拉斯托·大衛（匈牙利）   | 瀨戶大也（日本）              |
| 2019 光州     | 瀨戶大也（日本）            | 傑·列達蘭（美国）         | 刘易斯·克莱尔伯特（新西兰）   |
| 2022 布達佩斯 | 莱昂·马尔尚（法國）         | 卡森·福斯特（美国）       | 恰斯·卡利斯茲（美国）         |
| 2023 福冈     | 莱昂·马尔尚（法國）         | 卡森·福斯特（美国）       | 瀨戶大也（日本）              |
| 2024 多哈     | 刘易斯·克莱尔伯特（新西兰） | 马克斯·利奇菲尔德（英国） | 瀨戶大也（日本）              |
| 2025 新加坡   | 莱昂·马尔尚（法國）         | 松下知之（日本）          | 伊利亚·博罗金（中立运动员B）  |

### 4×100公尺自由式接力
| 年            | 金牌 | 银牌 | 铜牌 |
| 1973 貝爾格勒 | 美国（USA） · Melvin Nash · Joe Bottom · 吉姆·蒙哥马利 · 约翰·墨菲                                                             | 苏联（URS） · Igor Grivennikov · Viktor Aboimov · Vladimir Krivtsov · Vladimir Bure                                        | 东德（GDR） · 罗兰·马特斯 · Roger Pyttel · 彼得·布鲁赫 · 哈特穆特·弗勒克纳                                                          |
| 1975 卡利     | 美国（USA） · 布鲁斯·弗尼斯 · 吉姆·蒙哥马利 · Andy Coan · 约翰·墨菲                                                            | 西德（FRG） · 克劳斯·施泰因巴赫 · 迪尔克·布劳恩莱德 · Kersten Meier · 彼得·诺克                                            | 義大利（ITA） · 罗伯托·潘加罗 · 保罗·巴雷利 · Claudio Zei · 马尔切洛·瓜尔杜奇                                                       |
| 1978 柏林     | 美国（USA） · Jack Babashoff · 罗迪·盖恩斯 · 吉姆·蒙哥马利 · David McCagg                                                      | 西德（FRG） · Andreas Schmidt · Ulrich Temp · Peter Knust · 克劳斯·施泰因巴赫                                              | 瑞典（SWE） · 佩尔·霍尔默茨 · Dan Larsson · Per-Ola Quist · Per-Alvar Magnusson                                                     |
| 1982 瓜亞基爾 | 美国（USA） · 克里斯·卡瓦诺 · Robin Leamy · David McCagg · 罗迪·盖恩斯                                                         | 苏联（URS） · Serhiy Krasyuk · Alexey Filonov · Sergey Smiryagin · Aleksey Markovsky                                       | 瑞典（SWE） · 佩尔·约翰松 · 本特·巴龙 · 佩尔·霍尔默茨 · Per Wikström                                                                |
| 1986 馬德里   | 美国（USA） · 汤姆·耶格 · 迈克·希思 · Paul Wallace · 馬特·尼古拉斯·比昂迪                                                      | 苏联（URS） · Gennady Prigoda · Nikolay Yevseyev · Sergey Smiryagin · Aleksey Markovsky                                    | 东德（GDR） · 迪尔克·里希特 · 约尔格·沃伊特 · Sven Lodziewski · 斯特芬·策斯纳                                                       |
| 1991 伯斯     | 美国（USA） · 汤姆·耶格 · Brent Lang · 道格·杰尔森 · 馬特·尼古拉斯·比昂迪                                                      | 德国（GER） · Peter Sitt · 迪尔克·里希特 · 斯特芬·策斯纳 · Bengt Zikarsky                                                  | 苏联（URS） · Gennady Prigoda · 尤里·巴斯卡托夫 · Veniamin Tayanovich · Vladimir Tkacenko                                           |
| 1994 羅馬     | 美国（USA） · 乔恩·奥尔森 · 乔希·戴维斯 · Uğur Taner · 小加里·霍爾                                                             | 俄羅斯（RUS） · Roman Shchegolev · Vladimir Predkin · Vladimir Pyshnenko · 亞歷山大·波波夫                                 | 巴西（BRA） · Fernando Scherer · Teófilo Ferreira · André Teixeira · Gustavo Borges                                                 |
| 1998 伯斯     | 美国（USA） · 斯科特·塔克 · 乔恩·奥尔森 · 尼尔·沃克 · 小加里·霍爾                                                              | （AUS） · 迈克尔·克利姆 · Richard Upton · 亚当·派因 · 克里斯·菲德勒                                                        | 俄羅斯（RUS） · 亞歷山大·波波夫 · Vladislav Kulikov · Roman Yegorov · Denis Pankratov                                               |
| 2001 福岡     | （AUS） · 迈克尔·克利姆 · 阿什利·卡卢斯 · 托德·皮尔逊 · 伊恩·索普                                                              | 荷蘭（NED） · Mark Veens · Johan Kenkhuis · Klaas-Erik Zwering · 彼得·范登·霍根班德                                        | 德国（GER） · Stefan Herbst · 托尔斯滕·施潘内贝格 · 拉斯·康拉德 · Sven Lodziewski                                                   |
| 2003 巴塞隆納 | 俄羅斯（RUS） · Andrey Kapralov · Ivan Usov · Denis Pimankov · 亞歷山大·波波夫                                                 | 美国（USA） · 斯科特·塔克 · 尼尔·沃克 · Ryan Wochomurka · 賈森·萊扎克                                                      | 法國（FRA） · Romain Barnier · Julien Sicot · 法比安·吉羅 · 弗雷德里克·布斯凱                                                       |
| 2005 蒙特婁   | 美国（USA） · 麥可·菲爾普斯 · 尼尔·沃克 · Nate Dusing · 賈森·萊扎克                                                            | 加拿大（CAN） · Yannick Lupien · Rick Say · Mike Mintenko · 布倫特·海登                                                    | （AUS） · 迈克尔·克利姆 · Andrew Mewing · 利思·布罗迪 · 帕特里克·墨菲                                                               |
| 2007 墨爾本   | 美国（USA） · 麥可·菲爾普斯 · 尼尔·沃克 · 卡倫·瓊斯 · 賈森·萊扎克                                                              | 義大利（ITA） · 马西米利亚诺·罗索利诺 · 亚历山德罗·卡尔维 · 克里斯蒂安·加伦达 · 菲利波·马尼尼                              | 法國（FRA） · 法比安·吉羅 · 弗雷德里克·布斯凱 · Julien Sicot · 阿蘭·貝爾納                                                          |
| 2009 羅馬     | 美国（USA） · 麥可·菲爾普斯 · 瑞安·洛赫特 · 馬特·格雷弗斯 · 倪家駿 · 加勒特·韋伯-蓋爾* · 里基·贝伦斯* · 卡倫·瓊斯*             | 俄羅斯（RUS） · 叶夫根尼·拉古诺夫 · 安德烈·格列金 · 丹尼拉·伊佐托夫 · 亚历山大·苏霍鲁科夫 · Nikita Konovalov*              | 法國（FRA） · 法比安·吉羅 · 阿蘭·貝爾納 · 格雷戈里·马莱 · 弗雷德里克·布斯凱 · 阿莫里·勒沃* · 威廉·梅纳尔*                           |
| 2011 上海     | （AUS） · 詹姆斯·马格努森 · 馬修·塔吉特 · 马修·阿布德 · 埃蒙·沙利文 · 凯尔·理查森* · 詹姆斯·羅伯茨*                            | 法國（FRA） · 法比安·吉洛 · 阿蘭·貝爾納 · 热雷米·斯特拉维于斯 · 威廉·梅纳尔                                                | 美国（USA） · 麥可·菲爾普斯 · 加勒特·韋伯-蓋爾 · 賈森·萊扎克 · 倪家駿 · 瑞安·洛赫特* · Douglas Robison* · 戴維·沃爾特斯*            |
| 2013 巴塞隆納 | 法國（FRA） · 扬尼克·阿涅尔 · 弗洛朗·馬納杜 · 法比安·吉洛 · 热雷米·斯特拉维于斯 · 阿莫里·勒沃* · 格雷戈里·马莱* · 威廉·梅纳尔* | 美国（USA） · 倪家駿 · 瑞安·洛赫特 · 安東尼·歐文 · 吉米·費根 · 里基·贝伦斯* · 康納爾·德懷爾*                               | 俄羅斯（RUS） · 安德烈·格列金 · 尼基塔·洛宾采夫 · 弗拉基米爾·莫洛佐夫 · 丹尼拉·伊佐托夫 · 叶夫根尼·拉古诺夫* · 亚历山大·苏霍鲁科夫* |
| 2015 喀山     | 法國（FRA） · 梅迪·梅泰拉 · 弗洛朗·馬納杜 · 法比安·吉洛 · 热雷米·斯特拉维于斯 · 洛里斯·布雷利* · 克莱芒·米尼翁*                | 俄羅斯（RUS） · 安德烈·格列金 · 尼基塔·洛賓采夫 · 弗拉基米爾·莫洛佐夫 · 亞歷山大·蘇霍魯科夫 · 丹尼拉·伊佐托夫*             | 義大利（ITA） · 盧卡·多托 · 馬爾科·奧爾西 · 米凯莱·圣图奇 · 菲利波·马尼尼                                                           |
| 2017 布達佩斯 | 美国（USA） · 凱勒布·德萊賽爾 · 湯利·哈斯 · 布萊克·佩羅尼 · 倪家駿 · 扎克·埃波* · 迈克尔·查德威克*                             | 巴西（BRA） · 加布里埃尔·桑托斯 · 馬塞洛·切爾希尼 · 塞薩爾·西埃洛 · 布魯諾·富拉圖斯                                        | 匈牙利（HUN） · 科兹马·多米尼克 · 内梅特·南多尔 · 霍洛道·彼得 · 理查·博胡斯                                                         |
| 2019 光州     | 美国（USA） · 凱勒布·德萊賽爾 · 布萊克·佩羅尼 · 扎克·埃波 · 倪家駿 · 湯利·哈斯* · 迈克尔·查德威克*                             | 俄羅斯（RUS） · 弗拉季斯拉夫·格里尼奥夫 · 弗拉基米爾·莫洛佐夫 · 克利门特·科列斯尼科夫 · 葉夫根尼·雷洛夫 · 安德烈·米纳科夫* | （AUS） · 卡梅倫·麥克沃伊 · 克萊德·劉易斯 · 亚历山大·格拉汉姆 · 凱爾·查默斯                                                         |
| 2022 布達佩斯 | 美国（USA） · 凱勒布·德萊賽爾 · 瑞安·荷德 · 贾斯廷·雷斯 · 布魯克斯·柯里 · 亨特·阿姆斯特朗*                                     | （AUS） · 杨旭 · 马修·坦普尔 · 傑克·卡特萊特 · 凱爾·查默斯                                                                 | 義大利（ITA） · 亚历山德罗·米雷西 · 托马斯·切孔 · 洛伦佐·扎泽里 · 马努埃尔·弗里戈                                                   |
| 2023 福冈     | （AUS） · 傑克·卡特萊特 · 弗林·索瑟姆 · 凯·泰勒 · 凯尔·查默斯 · 马修·坦普尔*                                                   | 義大利（ITA） · 亚历山德罗·米雷西 · 马努埃尔·弗里戈 · 洛伦佐·扎泽里 · 托马斯·切孔 · 莱奥纳尔多·德普拉诺*                   | 美国（USA） · 瑞安·荷德 · 杰克·亚历克西 · 克里斯·吉利亚诺 · 马特·金 · Destin Lasco* · 贾斯廷·雷斯*                                  |
| 2024 多哈     | 中國（CHN） · 潘展乐 · 季新杰 · 张展硕 · 王浩宇                                                                                | 義大利（ITA） · 亚历山德罗·米雷西 · 洛伦佐·扎泽里 · 保罗·孔特·博宁 · 马努埃尔·弗里戈 · 莱奥纳尔多·德普拉诺*                | 美国（USA） · 马特·金 · 谢恩·卡萨斯 · 卢克·霍布森 · 卡森·福斯特 · 亨特·阿姆斯特朗* · Jack Aikins*                                   |
| 2025 新加坡   | （AUS） · 弗林·索瑟姆 · 凯·泰勒 · 马克西米利安·朱利亚尼 · 凯尔·查默斯                                                          | 義大利（ITA） · 卡洛斯·丹布罗西奥 · 托马斯·切孔 · 洛伦佐·扎泽里 · 马努埃尔·弗里戈 · 莱奥纳尔多·德普拉诺*                   | 美国（USA） · 杰克·亚历克西 · Patrick Sammon · 克里斯·吉利亚诺 · Jonny Kulow · 谢恩·卡萨斯* · Destin Lasco*                         |

* 該運動員只參加預賽，也獲得獎牌。

### 4×200公尺自由式接力
| 年            | 金牌 | 银牌 | 铜牌 |
| 1973 貝爾格勒 | 美国（USA） · Kurt Krumpholz · Robin Backhaus · Richard Klatt · 吉姆·蒙哥马利                                                | （AUS） · John Kulasalu · Steve Badger · 布拉德·库珀 · 迈克尔·温登                                                                 | 西德（FRG） · 克劳斯·施泰因巴赫 · 维尔纳·兰珀 · 彼得·诺克 · 福尔克特·梅乌                                        |
| 1975 卡利     | 西德（FRG） · 克劳斯·施泰因巴赫 · 维尔纳·兰珀 · Hans-Joachim Geisler · 彼得·诺克                                             | 英國（GBR） · 艾伦·麦克拉奇 · Gary Jameson · 戈登·唐尼 · 布赖恩·布林克利                                                           | 苏联（URS） · Alexandre Samsonov · Anatoly Rybakov · Viktor Aboimov · Andrey Krylov                              |
| 1978 柏林     | 美国（USA） · 布鲁斯·弗尼斯 · Bill Forrester · Bobby Hackett · 罗迪·盖恩斯                                                   | 苏联（URS） · Sergey Rusin · Andrey Krylov · 弗拉基米尔·萨尔尼科夫 · Sergey Koplyakov                                              | 西德（FRG） · Andreas Schmidt · Peter Knust · Karsten Lippmann · Frank Wennmann                                  |
| 1982 瓜亞基爾 | 美国（USA） · Richard Saeger · 杰夫·弗洛特 · Kyle Miller · 罗迪·盖恩斯                                                       | 苏联（URS） · Vladimir Shemetov · Ivar Stukolkin · 弗拉基米尔·萨尔尼科夫 · Alexey Filonov                                          | 西德（FRG） · Andreas Schmidt · 迪尔克·科塔尔斯 · 赖纳·亨克尔 · 米夏埃尔·格罗斯                                  |
| 1986 馬德里   | 东德（GDR） · 拉斯·欣内堡 · 托马斯·弗莱明 · 迪尔克·里希特 · Sven Lodziewski                                                  | 西德（FRG） · 赖纳·亨克尔 · 米夏埃尔·格罗斯 · 亚历山大·朔特卡 · 托马斯·法尔纳                                                      | 美国（USA） · Eric Boyer · 迈克·希思 · Dan Jorgensen · 馬特·尼古拉斯·比昂迪                                      |
| 1991 伯斯     | 德国（GER） · Peter Sitt · 斯特芬·策斯纳 · 斯特凡·普法伊费尔 · 米夏埃尔·格罗斯                                               | 美国（USA） · 特洛伊·达尔比 · 梅尔文·斯图尔特 · Dan Jorgensen · 道格·杰尔森                                                        | 義大利（ITA） · Emanuele Idini · Roberto Gleria · 斯特凡诺·巴蒂斯泰利 · 乔治·兰贝蒂                              |
| 1994 羅馬     | 瑞典（SWE） · 克里斯特·瓦林 · 汤米·维尔纳 · 拉尔斯·弗勒兰德 · 安德斯·霍尔默茨                                                | 俄羅斯（RUS） · Yury Mukhin · Vladimir Pyshnenko · Denis Pankratov · Roman Shchegolev                                              | 德国（GER） · 安德烈亚斯·希加特 · 克里斯蒂安·凯勒 · 奥利弗·兰珀 · 斯特芬·策斯纳                                  |
| 1998 伯斯     | （AUS） · 迈克尔·克利姆 · 伊恩·索普 · 格蘭特·哈克特 · 丹尼尔·科瓦尔斯基                                                      | 荷蘭（NED） · 彼得·范登·霍根班德 · Martijn Zuijdweg · Mark van der Zijden · Marcel Wouda                                           | 英國（GBR） · 保罗·帕尔默 · Andrew Clayton · Gavin Meadows · James Salter                                        |
| 2001 福岡     | （AUS） · 格蘭特·哈克特 · 比尔·柯比 · 迈克尔·克利姆 · 伊恩·索普                                                              | 義大利（ITA） · 埃米利亚诺·布伦比拉 · 马泰奥·佩利恰里 · 安德烈亚·贝卡里 · 马西米利亚诺·罗索利诺                                    | 美国（USA） · Scott Goldblatt · Nate Dusing · Chad Carvin · 克莱特·凯勒                                          |
| 2003 巴塞隆納 | （AUS） · 格蘭特·哈克特 · 克雷格·史蒂文斯 · Nicholas Sprenger · 伊恩·索普                                                    | 美国（USA） · 麥可·菲爾普斯 · Nate Dusing · 阿龍·佩爾索爾 · 克莱特·凯勒                                                            | 德国（GER） · Johannes Oesterling · 拉斯·康拉德 · Stefan Herbst · 克里斯蒂安·凯勒                                |
| 2005 蒙特婁   | 美国（USA） · 麥可·菲爾普斯 · 瑞安·洛赫特 · 彼得·范德尔卡伊 · 克莱特·凯勒                                                    | 加拿大（CAN） · 布倫特·海登 · Colin Russell · Rick Say · Andrew Hurd                                                               | （AUS） · Nicholas Sprenger · 帕特里克·墨菲 · Andrew Mewing · 格蘭特·哈克特                                      |
| 2007 墨爾本   | 美国（USA） · 麥可·菲爾普斯 · 瑞安·洛赫特 · 克莱特·凯勒 · 彼得·范德尔卡伊                                                    | （AUS） · 帕特里克·墨菲 · Andrew Mewing · 格兰特·布里茨 · 肯里克·默克                                                              | 加拿大（CAN） · Brian Johns · 布倫特·海登 · Rick Say · Andrew Hurd                                               |
| 2009 羅馬     | 美国（USA） · 麥可·菲爾普斯 · 里基·贝伦斯 · 戴維·沃爾特斯 · 瑞安·洛赫特 · Daniel Madwed* · 戴維斯·塔沃特* · 彼得·范德尔卡伊* | 俄羅斯（RUS） · 尼基塔·洛宾采夫 · 米哈伊尔·波利修克 · 丹尼拉·伊佐托夫 · 亚历山大·苏霍鲁科夫 · 葉夫根尼·拉古諾夫* · Sergey Perunin* | （AUS） · 肯里克·默克 · Robert Hurley · 托馬索·德奧索格納 · 帕特里克·墨菲 · 尼克·弗罗斯特* · 柯克·帕尔默*        |
| 2011 上海     | 美国（USA） · 麥可·菲爾普斯 · 彼得·范德尔卡伊 · 里基·贝伦斯 · 瑞安·洛赫特 · 戴維·沃爾特斯* · 康納爾·德懷爾*                  | 法國（FRA） · 扬尼克·阿涅尔 · 格雷戈里·马莱 · 热雷米·斯特拉维于斯 · 法比安·吉洛 · Sebastien Rouault*                               | 中國（CHN） · 汪順 · 張琳 · 李昀琦 · 孫楊 · 蔣宇輝*                                                              |
| 2013 巴塞隆納 | 美国（USA） · 康納爾·德懷爾 · 瑞安·洛赫特 · Charlie Houchin · 里基·贝伦斯 · 馬特·麥克林* · Michael Klueh*                    | 俄羅斯（RUS） · 丹尼拉·伊佐托夫 · 尼基塔·洛宾采夫 · 亞特姆·羅勃佐夫 · 亚历山大·苏霍鲁科夫                                          | 中國（CHN） · 汪順 · 郝運 · 李昀琦 · 孫楊 · 呂志武*                                                              |
| 2015 喀山     | 英國（GBR） · 丹尼爾·華倫斯 · 羅伯特·倫維克 · 卡倫·賈維斯 · 詹姆斯·蓋伊 · 尼古拉斯·格兰杰* · 鄧肯·斯科特*                    | 美国（USA） · 瑞安·洛赫特 · 康納爾·德懷爾 · 里德·馬隆 · 邁克·魏斯 · Michael Klueh*                                                 | （AUS） · 卡梅倫·麥克沃伊 · 大衛·麥基翁 · 丹尼爾·史密斯 · 托馬斯·弗雷澤·福爾摩斯 · 格蘭特·哈克特* · Kurt Herzog* |
| 2017 布達佩斯 | 英國（GBR） · 史蒂芬·米恩 · 尼古拉斯·格兰杰 · 鄧肯·斯科特 · 詹姆斯·蓋伊 · 卡倫·賈維斯*                                       | 俄羅斯（RUS） · 米哈伊尔·多夫加柳克 · 米哈伊尔·韦科维谢夫 · 丹尼拉·伊佐托夫 · 亚历山大·克拉斯内赫 · 尼基塔·洛賓采夫*               | 美国（USA） · 布萊克·佩羅尼 · 湯利·哈斯 · 傑克·康格 · 赞恩·格罗思 · 康納爾·德懷爾* · 克拉克·史密斯* · 傑·列達蘭* |
| 2019 光州     | （AUS） · 克萊德·劉易斯 · 凱爾·查默斯 · 亚历山大·格拉汉姆 · 麥克·霍爾頓 · 傑克·麥克勞林* · 托馬斯·弗雷澤·福爾摩斯*           | 俄羅斯（RUS） · 米哈伊尔·多夫加柳克 · 米哈伊尔·韦科维谢夫 · 亚历山大·克拉斯内赫 · 马丁·马柳京 · 伊万·吉廖夫*                       | 美国（USA） · 安德魯·塞利斯卡 · 布萊克·佩羅尼 · 扎克·埃波 · 湯利·哈斯 · 傑克·康格* · Jack LeVant*                |
| 2022 布達佩斯 | 美国（USA） · 德魯·基布勒 · 卡森·福斯特 · 特倫頓·儒利安 · 基蘭·史密斯 · Trey Freeman* · Coby Carrozza*                       | （AUS） · 伊萊賈·溫寧頓 · 扎克·因切尔蒂 · 塞缪尔·肖特 · 麥克·霍爾頓 · 布蘭頓·史密斯*                                               | 英國（GBR） · 詹姆斯·蓋伊 · 雅各布·惠特勒 · 喬·利奇菲爾德 · 托馬斯·迪安 · 馬修·理查茲*                           |
| 2023 福冈     | 英國（GBR） · 鄧肯·斯科特 · 馬修·理查茲 · 詹姆斯·蓋伊 · 托馬斯·迪安 · 喬·利奇菲爾德*                                         | 美国（USA） · 卢克·霍布森 · 卡森·福斯特 · 傑克·米切爾 · 基蘭·史密斯 · 德魯·基布勒* · Baylor Nelson* · Henry McFadden*              | （AUS） · 凯·泰勒 · 凯尔·查默斯 · 亚历山大·格拉汉姆 · 托馬斯·尼爾 · 弗林·索瑟姆* · 伊萊賈·溫寧頓*                |
| 2024 多哈     | 中國（CHN） · 季新杰 · 王浩宇 · 潘展乐 · 张展硕                                                                              | （KOR） · 梁才勋 · 金禹旻 · 李昊峻 · 黄宣优 · 李有渊*                                                                              | 美国（USA） · 卢克·霍布森 · 卡森·福斯特 · 亨特·阿姆斯特朗 · 大衛·約翰斯通 · 谢恩·卡萨斯*                         |
| 2025 新加坡   | 英國（GBR） · 馬修·理查茲 · 詹姆斯·蓋伊 · 杰克·麦克米伦 · 鄧肯·斯科特 · Evan Jones* · 托馬斯·迪安*                           | 中國（CHN） · 季新杰 · 潘展乐 · 汪顺 · 张展硕 · 费立纬*                                                                            | （AUS） · 弗林·索瑟姆 · Charlie Hawke · 凯·泰勒 · 马克西米利安·朱利亚尼 · Edward Sommerville*                    |

* 該運動員只參加預賽，也獲得獎牌。

### 4×100公尺混合式接力
| 年            | 金牌 | 银牌 | 铜牌 |
| 1973 貝爾格勒 | 美国（USA） · 迈克·施塔姆 · 约翰·亨肯 · Joe Bottom · 吉姆·蒙哥马利                                                                     | 东德（GDR） · 罗兰·马特斯 · Jurgen Glas · 哈特穆特·弗勒克纳 · Roger Pyttel                                                                    | 加拿大（CAN） · Ian McKenzie · Peter Hrditschka · 布鲁斯·罗伯逊 · 布赖恩·菲利普斯 |
| 1975 卡利     | 美国（USA） · 约翰·墨菲 · Rick Colella · Gregory Jagenburg · Andy Coan                                                                 | 西德（FRG） · 克劳斯·施泰因巴赫 · 瓦尔特·库施 · 米夏埃尔·克劳斯 · 彼得·诺克                                                                   | 英國（GBR） · James Carter · 戴维·威尔基 · 布赖恩·布林克利 · 戈登·唐尼 |
| 1978 柏林     | 美国（USA） · Bob Jackson · Nicholas Nevid · Joe Bottom · David McCagg                                                                 | 西德（FRG） · 克劳斯·施泰因巴赫 · 瓦尔特·库施 · 米夏埃尔·克劳斯 · Andreas Schmidt                                                             | 英國（GBR） · 加里·亚伯拉罕 · 邓肯·古德休 · John Mills · 马丁·史密斯 |
| 1982 瓜亞基爾 | 美国（USA） · 里克·凯里 · 史蒂夫·伦德奎斯特 · Matt Gribble · 罗迪·盖恩斯                                                               | 苏联（URS） · Vladimir Shemetov · Yuri Kis · Aleksey Markovsky · Sergey Smiryagin                                                             | 西德（FRG） · Stefan Peter · Gerald Mörken · 米夏埃尔·格罗斯 · Andreas Schmidt |
| 1986 馬德里   | 美国（USA） · Dan Veatch · David Lundberg · 巴勃罗·莫拉莱斯 · 馬特·尼古拉斯·比昂迪                                                     | 西德（FRG） · Frank Hoffmeister · Bert Göbel · 米夏埃尔·格罗斯 · Andre Schadt                                                                 | 苏联（URS） · Igor Polyansky · Dmitry Volkov · Aleksey Markovsky · Nikolay Yevseyev                                                                                                   |
| 1991 伯斯     | 美国（USA） · 杰夫·劳斯 · Eric Wunderlich · 马克·亨德森 · 馬特·尼古拉斯·比昂迪                                                         | 苏联（URS） · Vladimir Shemetov · Dmitry Volkov · Vladislav Kulikov · Veniamin Tayanovich                                                     | 德国（GER） · Frank Hoffmeister · Christian Poswiat · 米夏埃尔·格罗斯 · 迪尔克·里希特                                                                                                 |
| 1994 羅馬     | 美国（USA） · 杰夫·劳斯 · Eric Wunderlich · 马克·亨德森 · 小加里·霍爾                                                                  | 俄羅斯（RUS） · Vladimir Selkov · Vasily Ivanov · Denis Pankratov · 亞歷山大·波波夫                                                           | 匈牙利（HUN） · Tamás Deutsch · 罗饶·诺贝特 · Péter Horváth · 采奈·奥蒂洛 |
| 1998 伯斯     | （AUS） · 马特·韦尔什 · 菲尔·罗杰斯 · 迈克尔·克利姆 · 克里斯·菲德勒                                                                    | 美国（USA） · 伦尼·克拉伊泽尔堡 · 库尔特·格罗特 · 尼尔·沃克 · 小加里·霍爾                                                                     | 匈牙利（HUN） · 采奈·奥蒂洛 · 罗饶·诺贝特 · Péter Horváth · Attila Zubor |
| 2001 福岡     | （AUS） · 马特·韦尔什 · 里甘·哈里森 · Geoff Huegill · 伊恩·索普                                                                        | 德国（GER） · 斯特芬·德里森 · 延斯·克鲁帕 · 托马斯·鲁普拉特 · 托尔斯滕·施潘内贝格                                                             | 俄羅斯（RUS） · Vladislav Aminov · Dmitry Komornikov · Vladislav Kulikov · Dmitry Chernyshov                                                                                          |
| 2003 巴塞隆納 | 美国（USA） · 阿龍·佩爾索爾 · 布蘭登·韓森 · 伊恩·克羅克 · 賈森·萊扎克                                                                  | 俄羅斯（RUS） · 阿爾卡季·維亞恰寧 · Roman Ivanovsky · Igor Marchenko · 亞歷山大·波波夫                                                        | 日本（JPN） · 森田智己 · 北岛康介 · 山本貴司 · 細川大輔 |
| 2005 蒙特婁   | 美国（USA） · 阿龍·佩爾索爾 · 布蘭登·韓森 · 伊恩·克羅克 · 賈森·萊扎克                                                                  | 俄羅斯（RUS） · 阿爾卡季·維亞恰寧 · Dmitry Komornikov · Igor Marchenko · Andrey Kapralov                                                      | 日本（JPN） · 森田智己 · 北岛康介 · Ryo Takayasu · 細川大輔 |
| 2007 墨爾本   | （AUS） · 马特·韦尔什 · 布倫頓·里卡德 · Andrew Lauterstein · 埃蒙·沙利文                                                               | 日本（JPN） · 森田智己 · 北岛康介 · 山本貴司 · 細川大輔                                                                                       | 俄羅斯（RUS） · 阿爾卡季·維亞恰寧 · Dmitry Komornikov · 尼古拉·斯克沃尔佐夫 · 叶夫根尼·拉古诺夫                                                                                       |
| 2009 羅馬     | 美国（USA） · 阿龍·佩爾索爾 · 埃里克·尚托 · 麥可·菲爾普斯 · 戴維·沃爾特斯 · 馬特·格雷弗斯* · 馬克·岡格洛夫* · 泰勒·麥克吉爾* · 倪家駿* | 德国（GER） · 黑尔格·梅乌 · 亨德里克·費爾德威爾 · 本傑明·斯塔克 · 保羅·比德爾曼                                                               | （AUS） · 阿什利·德拉尼 · 布倫頓·里卡德 · Andrew Lauterstein · 馬修·塔吉特 · 克里斯蒂安·斯普林格*                                                                                     |
| 2011 上海     | 美国（USA） · 尼克·托曼 · 馬克·岡格洛夫 · 麥可·菲爾普斯 · 倪家駿 · 大衛·普拉默* · 埃里克·尚托* · 泰勒·麥克吉爾* · 加勒特·韋伯-蓋爾*    | （AUS） · 海登·斯托克爾 · 布倫頓·里卡德 · Geoff Huegill · 詹姆斯·馬格努森 · 本·特雷弗斯* · 克里斯蒂安·斯普林格* · Sam Ashby* · 詹姆斯·羅伯茨* | 德国（GER） · 黑尔格·梅乌 · 亨德里克·費爾德威爾 · 本傑明·斯塔克 · 保羅·比德爾曼 · Markus Deibler*                                                                                     |
| 2013 巴塞隆納 | 法國（FRA） · 卡米爾·拉庫爾 · 賈科莫·佩雷斯-多托納 · 热雷米·斯特拉维于斯 · 法比安·吉洛 ·                                               | （AUS） · 阿什利·德拉尼 · 克里斯蒂安·斯普林格 · 托馬索·德奧索格納 · 詹姆斯·馬格努森 · 杜敬谦* · 卡梅伦·麦克沃伊*                              | 日本（JPN） · 入江陵介 · 北岛康介 · 藤井拓郎 · 鹽浦慎理 |
| 2015 喀山     | 美国（USA） · 瑞安·墨菲 · 凱文·柯德斯 · 湯姆·席爾茲 · 倪家駿 · 馬特·格雷弗斯* · 科迪·米勒* · 提姆·菲利普斯* · 瑞安·洛赫特*             | （AUS） · 米奇·拉金 · 傑克·派卡德 · 傑登·哈德勒 · 卡梅倫·麥克沃伊 · 大衛·摩根* · 凱爾·查默斯*                                                 | 法國（FRA） · 卡米爾·拉庫爾 · 賈科莫·佩雷斯-多托納 · 梅迪·梅泰拉 · 法比安·吉羅 |
| 2017 布達佩斯 | 美国（USA） · 馬特·格雷弗斯 · 凱文·柯德斯 · 凱勒布·德萊賽爾 · 倪家駿 · 瑞安·墨菲* · 科迪·米勒* · 提姆·菲利普斯* · 湯利·哈斯*           | 英國（GBR） · 克里斯·沃克-赫本 · 亞當·佩蒂 · 詹姆斯·蓋伊 · 鄧肯·斯科特 · 羅斯·默多克*                                                         | 俄羅斯（RUS） · 葉夫根尼·雷洛夫 · 基里尔·普里戈达 · 亚历山大·波普科夫 · 弗拉基米爾·莫洛佐夫 · 格里戈里·塔拉谢维奇* · 安東·丘普科夫* · 丹尼尔·帕霍莫夫* · 丹尼拉·伊佐托夫*             |
| 2019 光州     | 英國（GBR） · 盧克·格林班克 · 亞當·佩蒂 · 詹姆斯·蓋伊 · 鄧肯·斯科特 · 詹姆斯·威尔比*                                                   | 美国（USA） · 瑞安·墨菲 · 安德魯·威爾森 · 凱勒布·德萊賽爾 · 倪家駿 · 馬特·格雷弗斯* · 邁克爾·安德鲁* · 傑克·康格* · 扎克·埃波*                | 俄羅斯（RUS） · 葉夫根尼·雷洛夫 · 基里尔·普里戈达 · 安德烈·米纳科夫 · 弗拉基米爾·莫洛佐夫 · 克利门特·科列斯尼科夫* · 安東·丘普科夫* · 米哈伊尔·韦科维谢夫* · 弗拉季斯拉夫·格里尼奥夫* |
| 2022 布達佩斯 | 義大利（ITA） · 托马斯·切孔 · 尼科洛·马丁嫩吉 · 費德里科·布迪索 · 亚历山德罗·米雷西 · 皮耶羅·科迪亞* · 洛伦佐·扎泽里*                  | 美国（USA） · 萊恩·墨菲 · 尼克·芬克 · 迈克尔·安德鲁 · 瑞安·荷德 · 亨特·阿姆斯特朗* · 特倫頓·儒利安* · 布魯克斯·柯里*                          | 英國（GBR） · 盧克·格林班克 · 詹姆斯·威尔比 · 詹姆斯·蓋伊 · 托馬斯·迪安 · 雅各布·彼得斯* · 刘易斯·布拉斯*                                                                             |
| 2023 福冈     | 美国（USA） · 萊恩·墨菲 · 尼克·芬克 · 戴尔·罗斯 · 杰克·亚历克西 · 亨特·阿姆斯特朗* · 托马斯·海尔曼* · 马特·金* · 乔希·马西尼*          | 中國（CHN） · 徐嘉余 · 覃海洋 · 王长浩 · 潘展乐 · 孙佳俊* · 闫子贝* · 王浩宇*                                                                 | （AUS） · 布拉德利·伍德沃德 · 扎克·斯塔布利特-庫克 · 马修·坦普尔 · 凯尔·查默斯 · 凯·泰勒* · 塞缪尔·威廉森*                                                                            |
| 2024 多哈     | 美国（USA） · 亨特·阿姆斯特朗 · 尼克·芬克 · 扎克·哈廷 · 马特·金 · Jack Aikins* · Jake Foster* · 谢恩·卡萨斯* · 卢克·霍布森*            | 荷蘭（NED） · 凯·范韦斯特林 · 阿尔诺·卡明哈 · 尼尔斯·科斯坦耶 · 斯坦·派嫩堡 · 卡斯帕·科尔博*                                                  | 義大利（ITA） · 米凯莱·兰贝蒂 · 尼古洛·马丁嫩吉 · Gianmarco Sansone · 亚历山德罗·米雷西 · 卢多维科·维贝蒂* · 費德里科·布迪索*                                                         |
| 2025 新加坡   | 中立运动员B（NAB） 米龙·利芬采夫 基里尔·普里戈达 安德烈·米纳科夫 叶戈尔·科尔涅夫 克利门特·科列斯尼科夫* Ivan Kozhakin* 伊万·吉廖夫*    | 法國（FRA） · 约昂·恩多耶-布鲁瓦尔 · 莱昂·马尔尚 · 马克西姆·格鲁塞 · 扬·勒戈夫 · Jeremie Delbois* · 克莱芒·塞基*                              | 美国（USA） · Tommy Janton · 乔希·马西尼 · 戴尔·罗斯 · 杰克·亚历克西 · Campbell McKean*                                                                                               |

* 該運動員只參加預賽，也獲得獎牌。

### 男女混合4×100公尺自由式接力
部分运动员为女运动员。
| 年            | 金牌 | 银牌 | 铜牌 |
| 2015 喀山     | 美国（USA） · 瑞安·洛赫特 · 倪家駿 · 西蒙娜·曼努埃尔 · 蜜茜·富兰克林 · 康納爾·德懷爾* · 玛戈·吉尔* · 阿比·魏策尔*                          | 荷蘭（NED） · 塞巴斯蒂安·沃斯邱林 · Joost Reijns · 拉诺米·克罗莫维焦约 · 费姆克·海姆斯凯克 · 凯尔·斯托尔克* · 玛丽特·斯滕贝亨*                    | 加拿大（CAN） · 桑托·孔多雷利 · 尤里·基斯爾 · 尚塔尔·范兰德赫姆 · 桑德里娜·曼维尔 · Karl Krug* · 潘卓源*                             |
| 2017 布達佩斯 | 美国（USA） · 凱勒布·德萊賽爾 · 倪家駿 · 马洛丽·科默福德 · 西蒙娜·曼努埃爾 · 布萊克·佩羅尼* · 湯利·哈斯* · 倪麗雅* · 凱爾茜·沃雷爾*        | 荷蘭（NED） · 本·施维泰特 · 凯尔·斯托尔克 · 費姆克·海姆斯凱克 · 拉諾米·克羅莫維焦約 · 莫德·范德梅尔*                                              | 加拿大（CAN） · 尤里·基斯爾 · 哈维尔·阿塞韦多 · 尚塔尔·范兰德赫姆 · 佩妮·奧萊克夏克 · 马库斯·索迈耶* · 桑德里娜·曼维尔*              |
| 2019 光州     | 美国（USA） · 凱勒布·德萊賽爾 · 扎克·埃波 · 马洛丽·科默福德 · 西蒙娜·曼努埃爾 · 布萊克·佩羅尼* · 倪家駿* · 凯蒂·麦克劳克林* · 阿比·魏策尔* | （AUS） · 凱爾·查默斯 · 克萊德·劉易斯 · 艾瑪·麥基翁 · 勃朗特·坎貝爾 · 卡梅倫·麥克沃伊* · 亚历山大·格拉汉姆* · 布里安娜·思罗塞尔* · 麦迪逊·威尔逊* | 法國（FRA） · 克莱芒·米尼翁 · 梅迪·梅泰拉 · 夏洛特·博内 · 玛丽·瓦泰尔 · 马克西姆·格鲁塞* · 贝丽尔·加斯塔德洛*                        |
| 2022 布達佩斯 | （AUS） · 傑克·卡特萊特 · 凯尔·查默斯 · 麦迪逊·威尔逊 · 莫莉·奥卡拉汉 · 扎克·因切尔蒂* · 杨旭* · 梅格·哈里斯* · 利娅·尼尔*                 | 加拿大（CAN） · 约书亚·连多 · 哈维尔·阿塞韦多 · 凯拉·桑切斯 · 佩妮·奥莱克夏克 · 鲁斯兰·加济耶夫* · 泰勒·拉克* · 玛姬·麦克尼尔*                    | 美国（USA） · 瑞安·荷德 · 布魯克斯·柯里 · 托丽·赫斯克 · 克莱尔·库赞 · 德魯·基布勒* · 艾丽卡·布朗* · 凯特·道格拉斯*                   |
| 2023 福冈     | （AUS） · 傑克·卡特萊特 · 凯尔·查默斯 · 谢娜·杰克 · 莫莉·奥卡拉汉 · 弗林·索瑟姆* · 麦迪逊·威尔逊* · 梅格·哈里斯*                           | 美国（USA） · 杰克·亚历克西 · 马特·金 · 阿比·魏策尔 · 凯特·道格拉斯 · 克里斯·吉利亚诺* · 奥利维娅·斯莫利加* · 贝拉·西姆斯*                        | 英國（GBR） · 馬修·理查茲 · 鄧肯·斯科特 · 安娜·霍普金 · 芙蕾雅·安德森 · 雅各布·惠特勒* · 托馬斯·迪安* · 露西·霍普*                   |
| 2024 多哈     | 中國（CHN） · 潘展乐 · 王浩宇 · 李冰潔 · 余依婷 · 季新杰* · 艾衍含*                                                                        | （AUS） · 凯·泰勒 · 傑克·卡特萊特 · 谢娜·杰克 · 布里安娜·思罗塞尔 · 亚历山德里娅·珀金斯* · 阿比·哈金*                                             | 美国（USA） · 亨特·阿姆斯特朗 · 马特·金 · 克莱尔·库赞 · 凯特·道格拉斯 · 卢克·霍布森* · Jack Aikins* · Addison Sauickie* · Kayla Han* |
| 2025 新加坡   | 美国（USA） · 杰克·亚历克西 · Patrick Sammon · 凯特·道格拉斯 · 托丽·赫斯克 · 克里斯·吉利亚诺* · Johny Kulow* · 西蒙娜·曼努埃尔*            | 中立运动员B（NAB） 叶戈尔·科尔涅夫 伊万·吉廖夫 Daria Trofimova 达里娅·克列皮科娃 弗拉季斯拉夫·格里尼奥夫* Alina Gaifutdinova* Milana Stepanova*   | 法國（FRA） · 马克西姆·格鲁塞 · 扬·勒戈夫 · 玛丽·瓦泰尔 · 贝丽尔·加斯塔德洛 · 拉斐尔·芬特-达梅尔* · Albane Cachot*                   |

* 該運動員只參加預賽，也獲得獎牌。

### 男女混合4×100公尺混合式接力
部分运动员为女运动员。
| 年            | 金牌 | 银牌 | 铜牌 |
| 2015 喀山     | 英國（GBR） · 克里斯·沃克-赫本 · 亞當·佩蒂 · 西沃恩-玛丽·奥康纳 · 弗朗西斯卡·哈尔索尔 · 羅斯·默多克* · Rachael Kelly*                       | 美国（USA） · 瑞安·墨菲 · 凱文·柯德斯 · 凯蒂·麦克劳克林 · 玛戈·吉尔 · Kendyl Stewart* · 倪麗雅*                                             | 德国（GER） · 扬-菲利普·格拉尼亚 · 亨德里克·費爾德威爾 · 亚历山德拉·文克 · 安妮卡·布鲁恩                                                                      |
| 2017 布达佩斯 | 美国（USA） · 马特·格雷弗斯 · 莉莉·金 · 凱勒布·德萊賽爾 · 西蒙娜·曼努埃尔 · 瑞安·墨菲* · 凱文·柯德斯* · 凯尔茜·戴利亚* · 马洛丽·科默福德*   | （AUS） · 米奇·拉金 · Daniel Cave · 艾瑪·麥基翁 · 勃朗特·坎贝尔 · 凯莉·麦基翁* · 马修·威尔逊* · 格蘭特·歐文* · 谢娜·杰克*                   | 加拿大（CAN） · 凯莉·马斯 · 理查德·馮克 · 佩妮·奥莱克夏克 · 尤里·基斯爾 · 哈维尔·阿塞韦多* · 丽贝卡·史密斯* · 尚塔尔·范兰德赫姆*                              |
| 2017 布达佩斯 | 美国（USA） · 马特·格雷弗斯 · 莉莉·金 · 凱勒布·德萊賽爾 · 西蒙娜·曼努埃尔 · 瑞安·墨菲* · 凱文·柯德斯* · 凯尔茜·戴利亚* · 马洛丽·科默福德*   | （AUS） · 米奇·拉金 · Daniel Cave · 艾瑪·麥基翁 · 勃朗特·坎贝尔 · 凯莉·麦基翁* · 马修·威尔逊* · 格蘭特·歐文* · 谢娜·杰克*                   | 中國（CHN） · 徐嘉余 · 闫子贝 · 张雨霏 · 朱梦惠 · 李广源* · 史婧琳* · 李朱濠*                                                                                 |
| 2019 光州     | （AUS） · 米奇·拉金 · 马修·威尔逊 · 艾瑪·麥基翁 · 凯特·坎贝尔 · 明娜·阿瑟顿* · 马修·坦普尔* · 勃朗特·坎贝尔*                                | 美国（USA） · 瑞安·墨菲 · 莉莉·金 · 凱勒布·德萊賽爾 · 西蒙娜·曼努埃尔 · 马特·格雷弗斯* · 安德魯·威爾森* · 凯尔茜·戴利亚* · 马洛丽·科默福德* | 英國（GBR） · 乔治娅·戴维斯 · 亞當·佩蒂 · 詹姆斯·蓋伊 · 芙蕾雅·安德森 · 詹姆斯·威尔比*                                                                        |
| 2022 布达佩斯 | 美国（USA） · 亨特·阿姆斯特朗 · 尼克·芬克 · 托丽·赫斯克 · 克莱尔·库赞 · 萊恩·墨菲* · 莉莉·金* · 迈克尔·安德鲁* · 艾丽卡·布朗*               | （AUS） · 凯莉·麦基翁 · 扎克·斯塔布利特-庫克 · 马修·坦普尔 · 谢娜·杰克 · 艾萨克·库珀* · 马修·威尔逊* · 布里安娜·思罗塞尔* · 梅格·哈里斯*    | 荷蘭（NED） · 基拉·图桑 · 阿尔诺·卡明哈 · 尼尔斯·科斯坦耶 · 玛丽特·斯滕贝亨                                                                                   |
| 2023 福冈     | 中國（CHN） · 徐嘉余 · 覃海洋 · 张雨霏 · 程玉洁 · 闫子贝* · 王一淳* · 吴卿风*                                                               | （AUS） · 凯莉·麦基翁 · 扎克·斯塔布利特-庫克 · 马修·坦普尔 · 谢娜·杰克 · 布拉德利·伍德沃德 · 塞缪尔·威廉森 · 艾玛·麦基翁*                   | 美国（USA） · 瑞安·墨菲 (52.02) · 尼克·芬克 (58.19) · 托丽·赫斯克 (58.19) · 凯特·道格拉斯 (51.79) · 凯瑟琳·伯科夫* · 乔希·马西尼* · 戴尔·罗斯* · 阿比·魏策尔* |
| 2024 多哈     | 美国（USA） · 亨特·阿姆斯特朗 · 尼克·芬克 · 克莱尔·库赞 · 凯特·道格拉斯 · Jack Aikins* · Jake Foster* · Rachel Klinker* · Addison Sauickie* | （AUS） · 布拉德利·伍德沃德 · 塞缪尔·威廉森 · 布里安娜·思罗塞尔 · 谢娜·杰克 · 亚历山德里娅·珀金斯* · 阿比·哈金*                             | 英國（GBR） · 梅迪·哈里斯 · 亞當·佩蒂 · 馬修·理查茲 · 安娜·霍普金 · 詹姆斯·威尔比* · 鄧肯·斯科特*                                                             |
| 2025 新加坡   | 中立运动员B（NAB） 米龙·利芬采夫 基里尔·普里戈达 达里娅·克列皮科娃 Daria Trofimova Danil Semianinov* Aleksandra Kuznetsova*                 | 中國（CHN） · 徐嘉余 · 覃海洋 · 张雨霏 · 吴卿风 · 董志豪* · 余依婷* · 程玉洁*                                                               | 加拿大（CAN） · 凯莉·马斯 · Oliver Dawson · 约书亚·连多 · 泰勒·拉克 · 英格丽德·维尔姆* · 布鲁克琳·杜思赖特*                                                   |

* 該運動員只參加預賽，也獲得獎牌。